# Женщина в арабском обществе

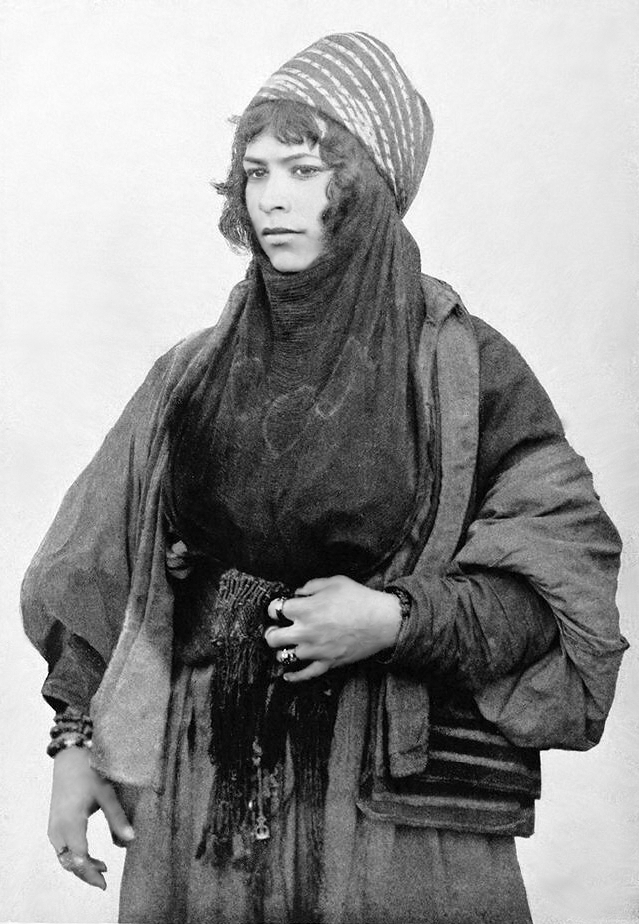
Сирийская бедуинка, 1893 год

Женщина в арабской культуре — комплекс исследований о положении женщины в арабском обществе, а также система правил и норм, регулирующих взаимодействие женщины с социальными институтами. По современным оценкам, женщины являются наиболее дискриминируемым классом в арабском обществе из-за культурных и религиозных убеждений, которые зачастую могут отражаться в законах стран арабского мира, затрагивая уголовное правосудие, экономику, образование и здравоохранение. Арабские женщины, как демографический класс хуже всего среди всех народов мира представлены среди политиков и влиятельных деятелей. Это обусловлено крайне сильными патриархальными установками в арабском обществе, исключающем женщин из общественной жизни. Даже если женщине и удаётся занять должность политика, она, как правило, будет незначительной. Это в том числе и сильно влияет на сохранение более ограниченных прав для женщин в арабских регионах.

## До ислама
Среди историков и писателей всё ещё нет окончательного вывода, обладали ли арабские женщины большими правами в доисламскую эпоху. Большинство женщин подчинялись племенным обычаям и фактически были лишены правового статуса. Замужество женщины осуществлялось по договору, а её опекун получал денежную награду.

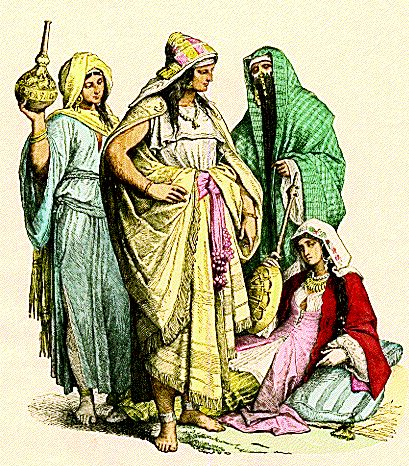
Арабские женщины в доисламскую эпоху, VI век

Муж был волен расторгнуть союз по желанию, в то время как женщина была лишена такой возможности и была лишена прав на наследство. Некоторые историки утверждают, что права женщин в доисламскую эру были более либеральными, судя по поведению первых жён пророка Мухаммеда, его родителей, а также по факту, что мекканцы поклонялись женским богиням. Другие историки, напротив, уверены, что статус арабских женщин был ещё ниже нынешнего, ссылаясь на практику убийства новорожденных девочек, неограниченного многожёнства, патрилинейного брака и другое. Саудовская женщина-историк Хатун Аль-Фасси утверждает, что в древности арабские женщины обладали высокими правами, например в Набатейском царстве, однако они утеряли права при вступлении в силу новых законов, навязанных Римской империей, позже эти ограничения были сохранены и под властью ислама. Валентин Могхадам  анализировала положение женщин, исходя из марксистской идеи, что положение женщины напрямую зависит от степени урбанизации, индустриализации и пролетаризации страны и общества, а не от культуры или внутренних особенностей ислама. Могхадам утверждает, что ислам является не больше и не меньше, чем религией, устанавливающей господствующее положение мужчины, так же, как христианство и иудаизм.
В доисламской Аравии статус женщин значительно различался в соответствии с племенными законами, в которых они жили. В южной части Аравии женщины жили, следуя религиозным предписаниям иудаизма и христианства, в то время как мекканцы следовали языческим и племенным обычаям. Племена бедуинов тоже могли предписывать разные права женщинам. В некоторых племенах женщины обладали большими полномочиями, чем современные арабские женщины. Известны также и другие племена, где права женщины были настолько малыми, что женщины порой расценивались как товар, который мог передаваться от одного хозяина к другому или даже переходить по имуществу. Такие женщины безоговорочно подчинялись своим отцам, братьям или мужьям. В некоторых случаях женщина располагала своим имуществом, но была лишена прав на наследство, так как считалась неразумной и, соответственно, неспособной распорядиться своим наследством разумно. Среди племён широко практиковалось убийство новорожденных девочек, этот обычай упоминается также в Коране. Известный комментатор Корана Мухаммад Асад объяснял этот феномен тем, что большое количество женщин в семье могло оборачиваться экономическим бременем для мужчин, а также страхом перед тем, что женщины, захваченные враждебным племенем, могут предпочесть похитителей вместо своих отцов и братьев. Принято считать, что ислам во многих моментах повторяет ограничения женщин, предписанные арабскими племенными обычаями, но он значительно либерализирует их, в частности даёт права женщинам на владение собственностью, наследование, образование и развод.
У арабов из низших слоёв населения был оригинальный способ повысить статус своей семьи, для чего девушек сдавали в аренду мужчинам из благородных кланов, после чего забеременевшая возвращалась в семью, а её ребёнок считался сыном или дочерью законного мужа женщины. С другой стороны, её ребёнок и внуки становились «более благородными».

## Исламская эра

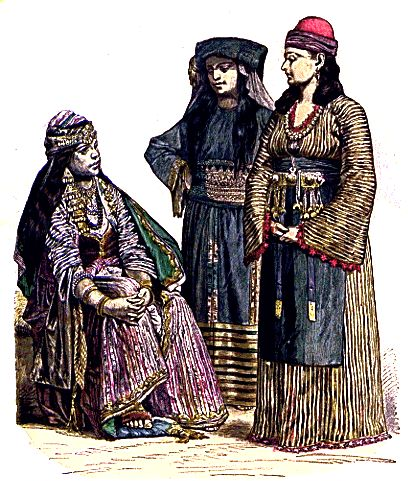
Слева направо: жительница Дамаска, жительница Мекки, женщина из феллахов Дамаска, в традиционных костюмах, XIX век

Ислам распространился по всему Аравийскому полуострову в VII веке, тогда женщины сумели получить больше прав. Коран устанавливает, что и мужчины и женщины имеют одинаковую обязанность поклоняться Богу. Также была запрещена практика убийств новорожденных девочек. Пророк Мухаммед утверждал, что отец, убивающий или хотя бы не уважающий свою дочь за то, что она не родилась мальчиком, никогда не попадёт в рай. Профессор и исламовед Уильям Монтгомери Уотт признаёт, что хоть ислам даёт множество приоритетов мужчине, но он улучшил и права женщин для того временного периода. Торговый и кочевой образ жизни арабов привёл к тому, что женщин стали угнетать всё сильнее и сильнее. На момент зарождения ислама бесправие женщин было просто ужасным — они не имели право владеть имуществом, были собственностью мужчины. Если хозяин женщины умирал, её хозяевами становились родственники умершего. Мухаммед значительно улучшил ситуацию, введя через ислам права женщин на владение собственностью, получения образования и право на развод. В историческом контексте можно установить, что Мухаммед свидетельствовал от имени прав женщин.
Начиная с VII века, женщинам было предоставлено право возможность выходить замуж по собственному желанию, на развод и собственность. Женщины в других странах, в том числе и на Западе, были лишены таких привилегий ещё на протяжении многих веков[уточнить]. Новые законы запрещали убивать девочек-младенцев и признавали женщину индивидуальной личностью. Если традиционно выдача замуж дочери считалась брачным подарком, за который отец получал денежную награду, то новые исламские законы рассматривали брак женщины и мужчины как контракт с обеих сторон, который может вступить в силу только при согласии мужчины и женщины. Исламское законодательство ввело право женщин на владение имуществом, а также полное распоряжение богатством, которое она принесла в семью или заработала. Исламские законы давали женщинам право на наследство, однако вдвое меньше, чем у мужчин.

## Современное положение
По современным оценкам, арабские женщины являются самым дискриминируемым классом в арабском обществе из-за культурных и религиозных убеждений, которые зачастую могут отражаться в законах стран арабского мира, затрагивая уголовное правосудие, экономику, образование и здравоохранение. Наибольшими правами женщины обладают в карликовом государстве Коморы, последние строчки замыкают Египет, Ирак и Саудовская Аравия. Для арабской женщины основным приоритетом остаются дом и дети, она должна быть более лояльной к семейным ценностям, чем к нации и даже к себе. Для арабского клана, в том числе и женщин, очень важно сохранять свою честь. Если женщина опозорена, то позорится и весь клан, отчего могут быть очень тяжёлые последствия, вплоть до убийства отцом или мужем. Иногда для того, чтобы наказать женщину, достаточно заподозрить её в нарушении правил. Лучшими качествами женщины в арабском обществе считаются скромность и покорность. Чтобы показать свою «целомудренность и чистоту», женщины должны покрывать своё тело в свободную одежду, чтобы не «искушать» мужчин.
В некоторых арабских странах, таких как ОАЭ, для женщины считается неприемлемо показывать лицо незнакомым мужчинам, поэтому они прячут его под абайей (традиционно под маской, которая закрывает нижнюю часть лица и брови). Если незнакомый мужчина увидит лицо женщины, для неё это обернётся позором, если же мужчина сдёрнет с женщины платок, то это обернётся позором для всей его семьи. Строгие правила также могут действовать на жениха, который не имеет права смотреть на свою невесту. По традиции женщина должна немного отставать от мужчины-сопровождающего или идти сзади. У мужчин не принято пропускать женщин вперёд или открывать перед ними дверь. Традиционно арабская женщина занимается домохозяйством, в богатых странах Персидского залива эту обязанность исполняют наёмные домработницы, а основная задача арабской женщины сводится к рождению детей.
В арабском обществе, особенно в бедных и нестабильных странах, распространена культура изнасилования, когда изнасилование и сексуальное насилие над женщинами обычны, а нормы социального поведения нормализуют, допускают или даже оправдывают сексуальное насилие над женщинами. Жертвами насилия становятся женщины вне зависимости от возраста и строгости соблюдения исламского дресс-кода, особенно в Египте и Ираке. При этом в насилии зачастую обвиняют саму жертву, которая «совратила» мужчину на похоть своим присутствием, вместо того чтобы сидеть дома вместе со своей семьёй, как поступают «порядочные мусульманки». Шариатские суды, как правило, не встают на сторону этих женщин, а, наоборот, наказывают за прелюбодеяние; основная масса женщин не сообщают об изнасиловании, чтобы избежать преследования.
Благодаря подробным исследованиям нескольких арабских стран было выяснено, что в среднем каждую третью замужнюю женщину избивает муж. Однако, по религиозным предписаниям из Корана, наказание допустимо лишь при строго определённых условиях, при этом муж искажает их смысл, чтобы оправдать своё насилие над женой в удобной для него ситуации, отчасти из-за культурных стереотипов и с целью морально подавить жену. Убийство жены обусловлено также личными мотивами мужа и сохранением его статуса в семье/клане, так как ислам запрещает убийство во имя чести. На сегодняшний день не существует чёткой программы среди арабских стран по борьбе с насилием над женщинами.

### Коморы
Коморы, по данным медиакомпании Thomson Reuters (2013), занимают первую позицию из 22 по правам женщин среди арабских стран. Хотя политики всё ещё уверены, что женщинам не место в политике, их количество в парламенте составляет 3 %, и 20 % занимают разные министерские посты, 35 % имеют работу. Каждая вторая женщина страны подвергалась насилию, в том числе и сексуальному. Мужчины могут брать несколько жён, первый, «великий» брак считается самым важным, и свадьба проводится, как правило, более пышно. Мужчины очень редко практикуют полигамию, и то не больше двух жён. Исторически на Коморах существовало матриархатное общество, но под влиянием ислама мужчины стали господствовать; несмотря на это, женщины не лишились полностью своего расположения, и поэтому, в отличие от остальных арабских стран, не являются угнетёнными. Также на Коморах остались многие матриархатные традиции, такие как, например, «магнахоли» — передача земельного участка по женской линии, хотя по законам страны, созданным под влиянием ислама, право наследства принадлежит безоговорочно мужчине. На практике при разводе, например, участок и земля достаются женщине, также мужчина не может претендовать на мебель в доме, даже если она была куплена на его средства. Также женщины, как правило, образуют ассоциации, которые играют важную роль в управлении деревнями. В отличие от большинства арабских стран, рождение мальчика не является приоритетной задачей женщины — исторически и культурно сложилось так, что семья одинаково рада рождению девочки или мальчика. Также в стране активно преследуются мужчины, причастные к физическому и сексуальному насилию против женщин и прочим формам дискриминации. Они составляют половину заключённых в тюрьмах. Женщины не соблюдают строгий исламский дресс-код, предпочитая носить яркие национальные платья и юбки.

### Оман
Оман, по данным медиакомпании Thomson Reuters (2013), занимает 2-е место из 22 по правам женщин среди арабских стран. Женщины составляют 2,3% общего состава членов парламента, 29 % имеют работу. На международном уровне по половому равенству занимает 59-е место из 148 стран. Женщине, чтобы развестись с мужем, нужно представить для этого 8 веских причин, в то время как мужчине такое требование не предъявляется как обязательное.

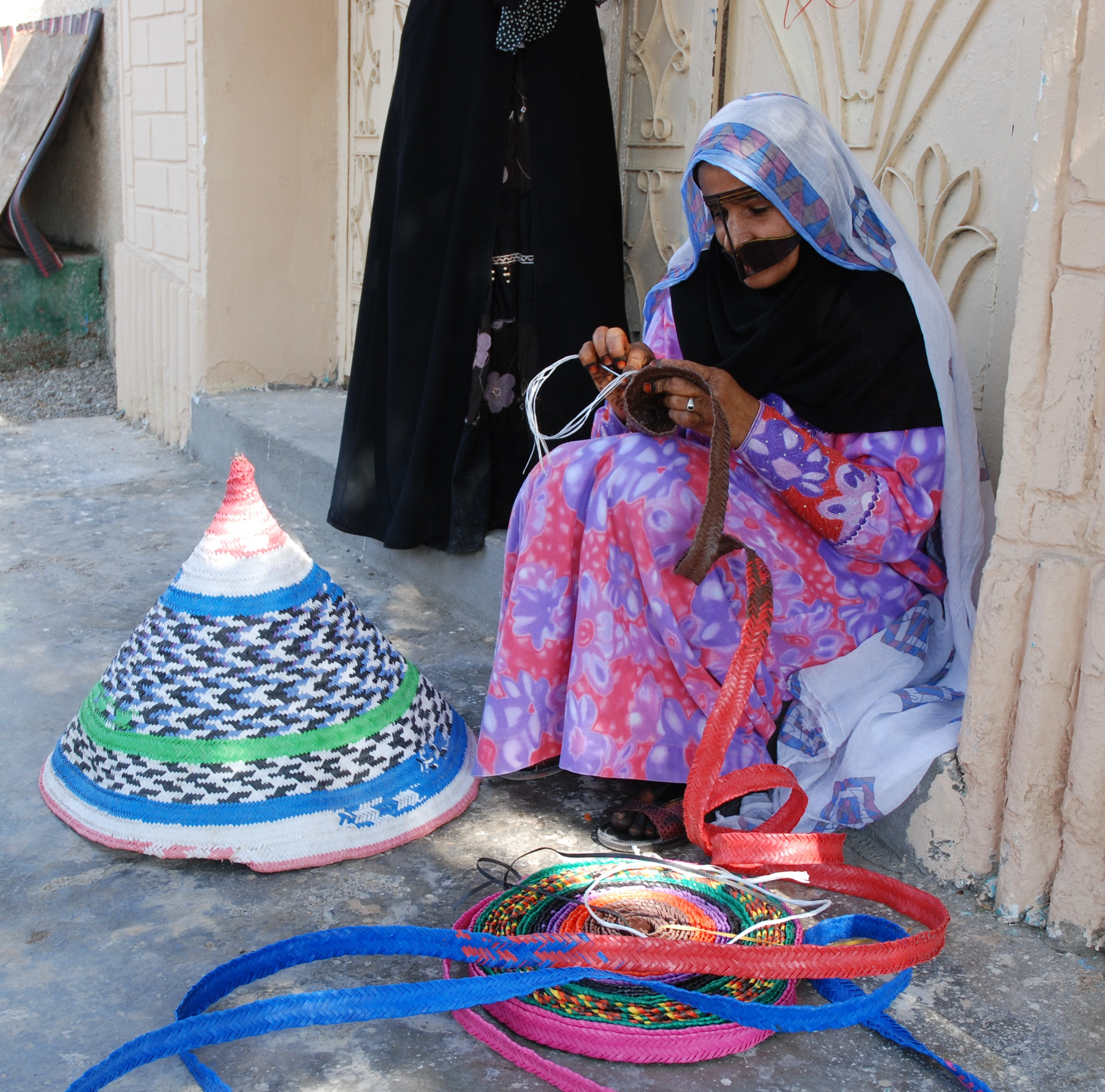
Мастерица на севере Омана в традиционном костюме, 2008 год

Традиционно женщины были пассивными, и их угнетало общество, а их образ жизни ограничивался уходом за домом и детьми. В 1970-х гг. к власти пришёл султан Кабус бен Саид, чьими приоритетными задачами стали индустриализация и либерализация страны. В стране началось массовое строительство больниц, школ, поликлиник. Это привело к массовому возвращению на родину оманских иммигрантов, которые с энтузиазмом помогали в строительстве нового общества. Многие из них жили и получали образование на Западе и принесли с собой идеи либеральности и полового равенства. Они сыграли важную роль в продвижении женских прав в стране. Хотя женщины всё ещё значительно отграничены в общественной роли, с каждым годом в силу вступают новые законы, дающие женщинам больше прав. В 2002 году в силу вступил закон, дающий избирательное право всем жителям Омана с 2021 года. В 2008 году издан королевский указ, дающий им наравне с мужчинами право на владение землёй. Начиная с 2010 года в стране действует комплексная программа по улучшению общественного положения женщины.
До 1970 года в Кабусе существовали только 3 начальные школы для мальчиков, где занимались чтением Корана, простой математикой и основами арабского письма. В стране присутствие женщин в школах сводилось к 0 %. Универсальная образовательная политика Кабус бен Саида — «образование для всех» привела к тому, что к 2007 году девочки составляли 49 % в начальных школах. По данным 2003 года, 48,4 % студентов составляли женщины, они же составляли 56 % среди учителей.
Однако это не избавило население полностью от предрассудков, что женщине не следует учиться, и в 2000 году женщинам запретили учиться в инженерном колледже султана Кабуса. Сотрудники колледжа объяснили это тем, что инженерно-полевые работы неуместны для женщин. Это вызвало открытый протест среди студенток, многие из них перевелись в другие учреждения. Сейчас запрет уже снят.
В 1970-х годах во время реформ женщины получили полную свободу в выборе профессий, от банковского дела и медицины до машиностроения. Однако в 1980-х годах был учреждён список профессий, «приемлемых» для женщин, что нанесло сильный удар по женской работоспособности и привело к оттоку женщин-профессионалов.
По сей день абсолютное большинство женщин остаются домохозяйками и обихаживают детей.
Аборты запрещены, если только беременность не угрожает жизни будущей матери, поэтому практикуются и нелегальные аборты, которые могут угрожать жизни женщины. Также законы страны не предусматривают уголовную ответственность для мужчин за сексуальное насилие в семье.
Большинство женщин носят длинное чёрное одеяние, покрывающее всё тело, особенно во время отъезда. Более консервативные мусульманки покрывают и лицо. Дома, как правило, женщина ходит более открытой, например в штанах или платье по колено. В некоторых регионах женщины могут носить старые национальные костюмы, которые не покрывают шею.

### Кувейт
Кувейт, по данным медиакомпании Thomson Reuters (2013), занимает 3-е место из 22 по правам женщин среди арабских стран. На международном уровне по половому равенству занимает 47 место из 148 стран. Женщины получили право голосовать в 1985 году, а баллотироваться — в 2005 году. Количество работающих женщин составляет 130 800. Аборт разрешен, если плоду меньше 10 недель. Минимальный возраст для вступления в брак для девушки составляет 15 лет. В стране отсутствуют законы, предусматривающие уголовное наказание мужчины за сексуальное насилие в семье. Женщины Кувейта считаются самыми эмансипированными в ближневосточном регионе, также Кувейт занимает в регионе второе место (после Израиля) по половому равенству. По данным на 2012 год, занятость среди женщин составляет 50 %, что намного выше, чем по остальным арабским странам. Женщины в Кувейте по законам могут свободно работать и заниматься политикой. Однако в стране практикуется правовая женская дискриминация: так, для всех мусульман действуют шариатские суды, которые, как правило, предвзято относятся к женщинам и приговаривают их к слишком жёстким наказаниям. Также ребёнок, чей отец не является гражданином Кувейта, не может сам получить гражданство. Кувейт является единственной страной, где женщины массово носят на улице европейскую одежду, однако она должна оставаться скромной и закрытой.

### Иордания
Иордания, по данным медиакомпании Thomson Reuters (2013), занимает 4 место из 22 по правам женщин среди арабских стран. На международном уровне она занимает 99 место из 148 стран по половому равенству. Женщины получили впервые права голосовать в 1974 году. Конституция страны гарантирует равноправие всем гражданам Иордании вне зависимости от пола, национальности и религии. 12 % депутатов палаты представителей являются женщинами (18 человек). 17 % земельной собственности принадлежат женщинам. Только с 2003 года женщины получили право получать паспорта без разрешения мужа. Также ребёнок, чей отец является иностранцем, не может получить иорданское гражданство.

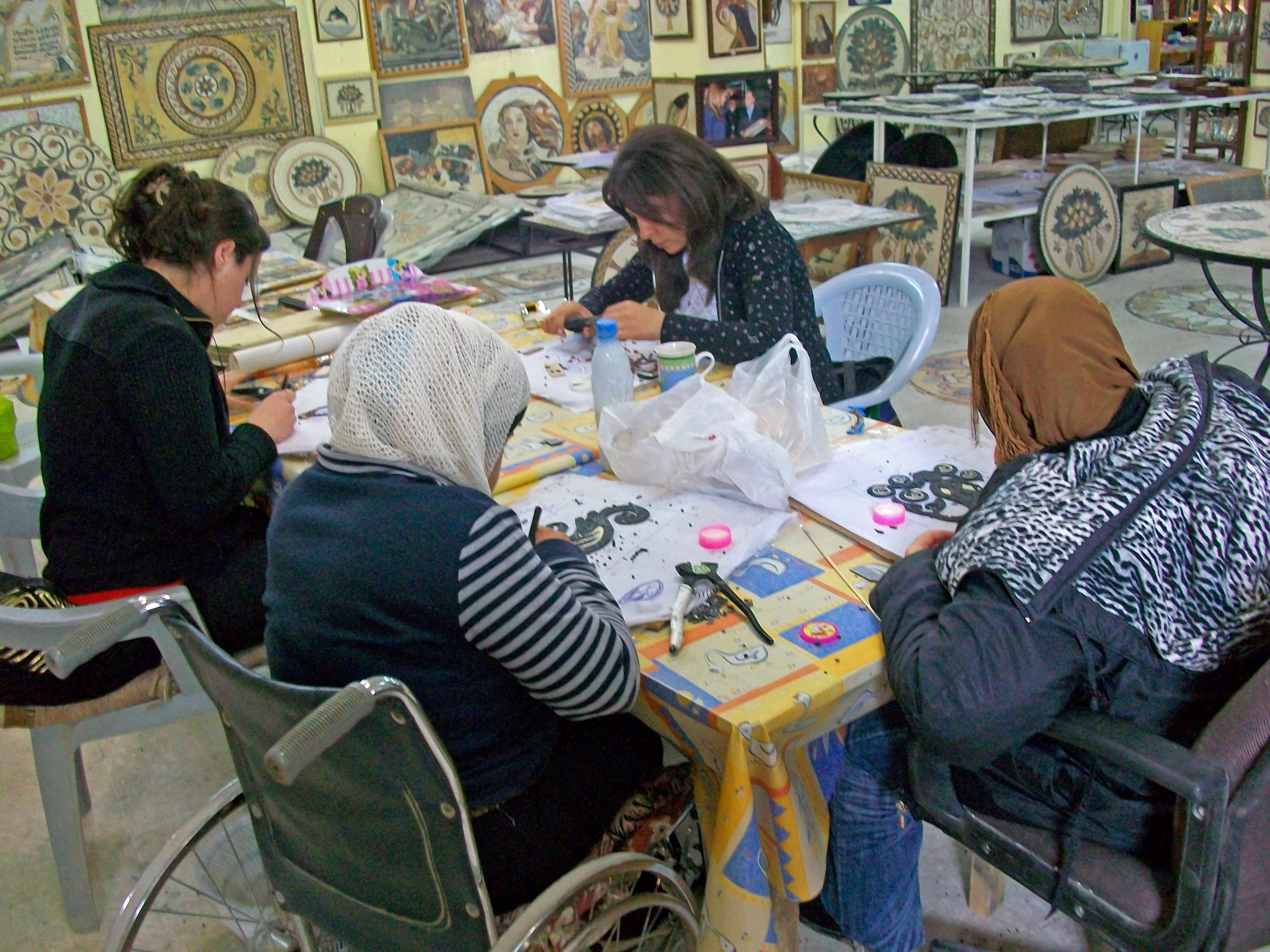
Иорданские женщины значительно ограничены в выборе работы

По данным на 2012 год, в стране был официально зарегистрирован 681 случай изнасилования. Лишь 14,1 % женщин безграмотны, что является наилучшим показателем на Ближнем Востоке. Хотя законы дают полную свободу женщине в выборе профессии и право на декрет при беременности и родах, многие женщины-рабочие сталкиваются с культурными препятствиями и дискриминацией с мужской стороны, так как мужское общество поощряет женщину-домохозяйку, а не работающую женщину. Для женщин, как правило, предлагается меньше рабочих мест, так как многие сферы в экономике закрыты для них, также они получают меньшую зарплату, чем их коллеги-мужчины. По закону женщина не может работать, если этого не разрешает мужчина-опекун. Большинство женщин работают на низкооплачиваемых работах, так как не имеют возможности продвинуться выше из-за половой сегрегации.
Женщина, согласно исламскому праву, имеет право на развод. Однако исламские суды зачастую ставят женщину в уязвимое положение, делая её узником своего мужа. Для борьбы с этим правительство внесло ряд изменений в судебную систему, в частности, новый закон заставляет мужчину платить бывшей супруге алименты в течение трёх лет. Также были созданы новые фонды, оказывающие поддержку разведённым женщинам. Если женщина рожает только девочек, это может стать достаточным поводом для развода по инициативе мужа.
Женщины получают, как правило, меньше наследства, чем мужчины-родственники. Нередко на женщин оказывается давление, чтобы принудить их отказаться от земельной собственности в пользу мужского члена семьи. В результате лишь 4 % земельной собственности в стране принадлежат женщинам.
Одной из важных проблем страны остаются «убийства чести», когда мужчина-опекун убивает провинившуюся женщину, так как шариатские суды относятся к таким мужчинам, как правило, снисходительно. Из-за этого многие женщины боятся выходить за пределы дома. Женщина может оказаться опозоренной, если вступала в половой контакт до брака, изменяла мужу, флиртовала или даже стала жертвой изнасилования. Каждый год в стране тысячи женщин гибнут от рук своих мужей или родственников. При этом уголовный кодекс Иордании относится снисходительно к убийцам, так как формально это считается «личной проблемой мужчины», но на деле связано с культурными особенностями, которые поощрительно относятся к мужчинам, убившим для восстановления чести.

### Катар
Катар, по данным медиакомпании Thomson Reuters (2013), занимает 5 место из 22 по правам женщин среди арабских стран. В муниципальном совете состоит лишь одна женщина, она также стала первой женщиной-судьёй в стране в 2010 году. Каждая вторая женщина в стране работает, крайний возраст для вступления в брак составляет 25,4 лет. Для того, чтобы получить права на вождение, нужно разрешение мужа. В среднем 100 женщин в год подвергаются аресту и попадают в тюрьмы из-за того, что рожают внебрачных детей. Также беременная незамужняя женщина не имеет право получать помощь по медицинскому страхованию. По данным на 2012 год, в стране было зарегистрировано 550 случаев изнасилования женщин и детей.
Женщина, как правило, носит длинное чёрное одеяние и чёрный хиджаб, консервативные мусульманки-сунниты закрывают и лицо. Женщины, как правило, не принимают участия в общественных мероприятиях, если не ознакомлены с западной культурой, или без поддержки членов семьи. Традиционно роль женщины в обществе ограничивалась домашними делами и уходом за детьми, но их положение значительно улучшилось в 90-е годы. Женщины получили право голосовать и баллотироваться в 1999 году. В этом же году в стране был проведён праздник 8 марта, международный женский день.
Женщина свободна в выборе государственной должности, хотя такие женщины на высоких постах пока отсутствуют. Занятость среди женщин составляет 36 % — 42 %.

### Тунис
Тунис, по данным медиакомпании Thomson Reuters (2013), занимает 6-е место из 22 по правам женщин среди арабских стран. На международном уровне занимает 46-е место из 148 стран по половому равенству. Когда Тунис был французской колонией, женщины в этой стране были завуалированы, необразованны и занимались домашним хозяйством.

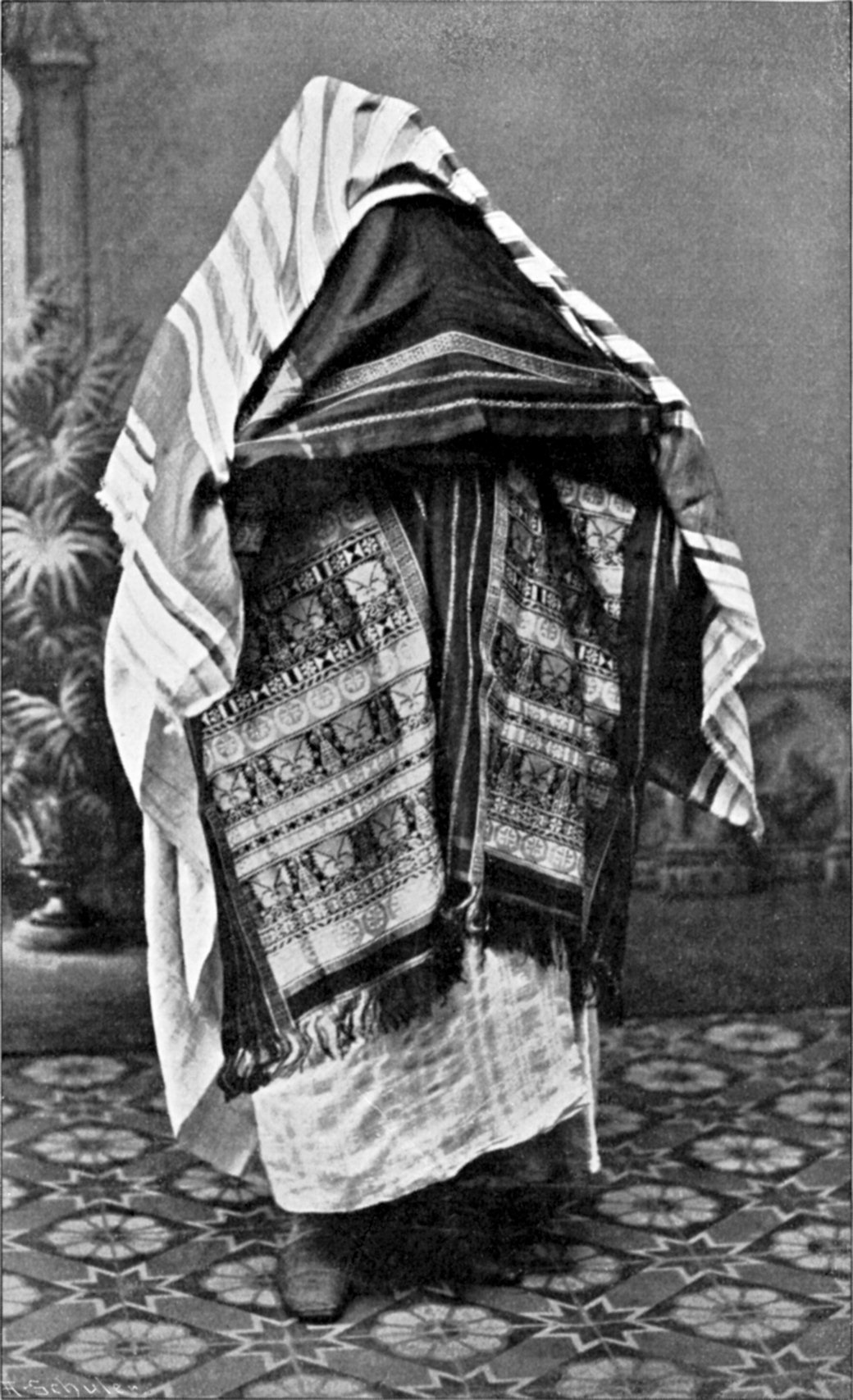
Уличный костюм тунисской женщины в 1902 году

Во время движения за независимость стала продвигаться идея и полового равенства, в начале XX века многие девочки по инициативе своих родителей стали получать образование. В 1956 году в стране был принят кодекс о личном статусе, который запрещал многожёнство и давал право женщине решать, хочет ли она выйти замуж или нет, а также право на развод. В 1957 году женщины получили право голоса, а в 1959 году — право баллотироваться. Новая конституция Туниса давала женщинам новые права, позволяющие им работать в нетрадиционных секторах, таких как, например, медицина, армия, машиностроение, а также возможность открывать банковские счета и вести бизнес. В 1962 году женщины получили право выбирать, сколько они хотят иметь детей, а в 1965 году были легализованы аборты, которые можно проводить до срока 3 месяцев. В 1993 году под давлением феминистических организаций были внесены изменения в «кодекс о личном статусе», согласно которому женщина больше не должна повиноваться мужчине, если возлагает на себя долю финансового бремени семьи, однако в кодексе осталось несоответствие, так как он гласит, что женщина должна жить с мужем в соответствии с традициями, что означает подчинение женщины мужчиной. В 1980 году Тунис подписал Конвенцию о ликвидации всех форм дискриминации в отношении женщин, но с оговорками, так как некоторые моменты, по мнению властей, противоречили исламскому кодексу.
В 2007 году в честь 50-летия со дня реализации кодекса о личном статусе были созданы 2 новых законопроекта: первый увеличил жилищные права женщин, второй установил минимальный возраст 18 лет для брака мужчины и женщины, несмотря на то, что к этому времени средний возраст женщины для вступления в брак составлял уже 25 лет, а для мужчины — 30.
В стране женщинам посвящено 2 праздника: 8 марта, Международный женский день, и 12 августа, дата реализации кодекса о личном статусе, которая обозначается теперь как Национальный женский день.
В Тунисе действует феминистическая политика, главным образом чтобы поддерживать хороший имидж в Европе. И такая пропаганда в местных СМИ приносила свои плоды. Однако на деле права женщин не особо выделяются на фоне соседних стран, таких как Марокко. В частности, в стране всё ещё сохраняется патриархальное угнетение женщин, а также разные ограничения, накладываемые на женские университеты. В 1994 году в прокат вышел фильм „Молчание Дворца“, демонстрирующий реалии так называемого феминизма в Тунисе, о женщине, которая внешне свободна в выборе, но сталкивается с бесконечными культурными препятствиями, не позволяющими ей дойти до своей цели. Фильм вызвал большую критику на родине, но был тепло принят французскими зрителями.

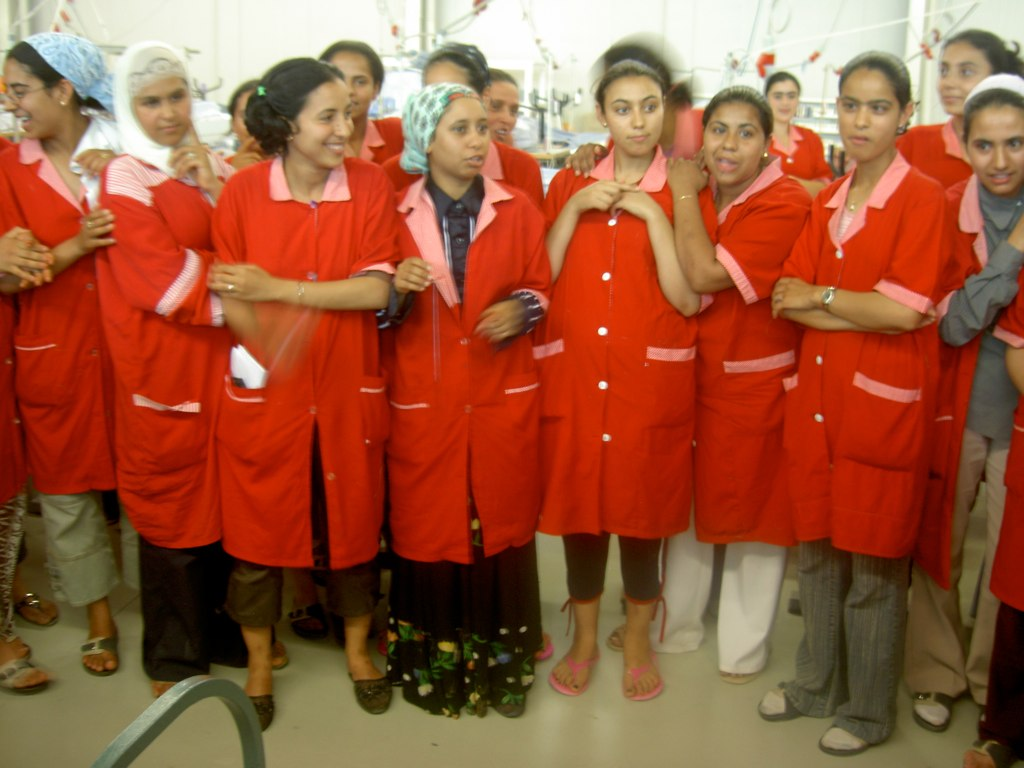
Работницы фабрики TexTunis, 2005 год

Уровень неграмотности среди девочек составлял 96 % в 1956 году, 58,1 % в 1984 году, 42,3 % в 1993 году и 31 % в 2004 году.
91 % девушек от 15 до 24 лет грамотны. Среди студентов высших учебных заведений женщины составляют 59,5 %. Однако большинство женщин, заканчивая учёбу, не идут на работу.
До 2011 года в стране проводилась антихиджабная политика, начиная с 1981 года, когда был ратифицирован закон № 108, запрещающий женщинам носить платок в государственных учреждениях. В 1985 году этот запрет распространился на все учебные заведения. Президент Туниса Хаби́б Бурги́ба назвал хиджаб «одиозной тряпкой». Эти законы не были тепло приняты женщинами, 98 % из которых были мусульманками. В результате к школам, университетам и рабочим местам приставлялась полиция, которая не пускала женщин, пока те не снимали свои хиджабы, женщин заставляли порой делать это на улице. Был инцидент во время Тунисской международной книжной ярмарки, когда покрытых женщин насильно доставляли в полицейские участки, заставляя подписывать обязательство по прекращению ношения хиджаба, а женщины, которые сопротивлялись, подвергались нападению со стороны полиции.
В 2002 году женщина получила право принимать гражданство мужа-иностранца и детей. До 2009 года женщины не-мусульманки не имели право наследовать имущество мужа-мусульманина.
Женщины составляют 26,6 % от рабочей силы Туниса в 2004 году, для сравнения, в 1966 году их было только 5,5 %. Женщины значительно ограничены в рабочих возможностях в рамках «социально-приемлемого поведения»: например, женщина не должна работать вдали от семьи — работа означает временный уход из дома, что уже является «социально неприемлемым». Некоторые законы страны ограничивают тип работы для женщин, количество рабочих часов. Исследование Всемирного банка показало, что многие женщины боятся работать из-за сексуальных домогательств мужчин-сотрудников. Как правило, насилие в семье и изнасилование рассматривается как личный позор женщины, будучи жертвой, женщина всё равно остаётся виноватой и носит позор при себе всю жизнь. Также для женщин, работающих в частном секторе, декрет по беременности даётся лишь на 30 дней. По современным данным, самая женская отрасль в Тунисе — фармацевтика (72 %), далее идут медицина (42 %), преподавание (40 %), адвокаты (31 %) и судьи (27 %), хотя по сей день большинство женщин остаются безработными. 26,7 % парламента составляют женщины.
После событий революции 2011 года был отменён закон о половом равенстве, так как теперь среди представителей власти преобладают религиозные консерваторы. Они значительно урезали права женщин в стране и ограничили влияние феминисток. Есть опасения, что в будущем женщины потеряют свой голос и возможность участвовать в публичной сфере после установления в стране законов шариата.
В конце сентября 2021 года первой женщиной премьер-министром не только в Тунисе, но и в арабском мире в целом стала 63-летняя Нажла Буден Ромдан, которой президент Туниса Каис Саид поручил  сформировать правительство страны.

### Алжир
Алжир, по данным медиакомпании Thomson Reuters (2013), занимает 7-е место из 22 по правам женщин среди арабских стран. На международном уровне занимает 74-е место из 148 стран по половому равенству. Женщины составляют 31,6 % парламента страны. Минимальный возраст для вступления в брак составляет 18 лет для женщины и 21 год для мужчины. Крайний возраст незамужней женщины составляет 29,5 лет. 16 % женщин работают.

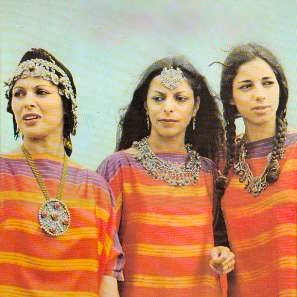
Алжирские женщины в национальных костюмах, 1980 год

Алжир считается довольно либеральной страной для женщин, а сами женщины являются достаточно эмансипированными. Ключевую роль в этом сыграла война за независимость в 1962 году, в сражениях которой принимали участие и женщины. По примерным данным, в войне принимали участие 11 000 женщин, хотя эти данные могут быть намеренно занижены, женщины часто выполняли функцию шпионов, медсестёр и поваров, они принимали активное участие в обеспечении боевых действий, или даже порой сами участвовали в боевых действиях.
Равноправие полов закреплено законами страны, женщины могут голосовать и заниматься политикой.
До независимости страны практически все женщины были безграмотными в результате французской политики, по которой всё местное население лишалось права получать образование. В стране по сей день уровень грамотности среди женщин старше 40 лет остаётся низким. Современные женщины пользуются значительно высшими правами, чем в соседних странах. Они имеют право наследовать имущество, на развод, сохранять опеку над детьми, получить образование и работу во многих секторах общества. Женщины составляют 70 % юристов Алжира и 60 % судей. Они также доминируют в областях медицины, здравоохранения и науки. По состоянию на 2007 год 65 % студентов университетов составляют женщины, и 80 % из них устраиваются на работу. Также алжирские женщины стали первыми в арабском мире, получившими право работать водителями такси и автобусов. Они играют всё большую роль в полиции и секторе безопасности.
Однако в стране остаются существенные проблемы в области женских прав, что делает её далеко не самой либеральной арабской страной для женщин, в частности, только в 2012 году впервые в истории страны вступил в силу приговор мужчине за сексуальные домогательства. Супружеское изнасилование не рассматривается алжирским законодательством. Очень важную роль в попрании женских прав играет высокая коррупция в стране.

### Марокко
По данным медиакомпании Thomson Reuters на 2013 год, Марокко занимает 8-е место из 22 по правам женщин среди арабских стран. До провозглашения независимости все женщины были привязаны к своим семьям или к гаремам; для того чтобы выйти на улицу, они должны были получить разрешение от мужчины-опекуна. У замужней женщины был более высокий статус, при этом он становился ещё выше с возрастом. Основная деятельность женщин сводилась к работе по дому, рукоделию — вышивке, созданию украшений. Женщины имели возможность посещать школы по чтению Корана, а также обычно посещали общественные женские бани-хаммам. Существование гаремов свелось практически на нет после обретения независимости Марокко от Франции в 1956 году. После этого женщинам было дано право получать образование, помимо исламоведения, в области науки. В 2004 году женщины получили право на развод, опеку над детьми и наследовать имущество. Женщины составляют 17 % парламента.
В сентябре 2021 года мэром марокканской столицы Рабата впервые в его истории была избрана женщина — 52-летняя Асма Рхлалу, журналистка и политик, представительница партии Национальное объединение независимых. В том же месяце кресло мэра еще в двух важных городах заняли женщины: в крупнейшем городе, экономическом и деловом центре страны Касабланке главой стала 47-летняя однопартийка Асмы — медицинский работник и политик Набила Рмили, а в Марракеше, одном из четырёх «имперских городов» страны, пользующемся особой популярностью у туристов, 45-летнюю Фатиму Зухру Мансури, юриста и политика, переизбрали на пост мэра, который она занимала с 2009 по 2015 год.
В Марокко 90 % девушек выходят замуж в возрасте моложе 18 лет. Закон страны предусматривает наказание за укрывание женщины, сбежавшей от мужа. 66 % женщин в возрасте от 15 до 49 лет неграмотны. В 2008 году за 3 месяца было зарегистрировано 17 000 случаев изнасилования, 78,8 % из которых было совершено мужьями. Во время полового контакта женщины могут использовать контрацепцию только с разрешения мужа.

### Ливия
Ливия, по данным медиакомпании Thomson Reuters (2013), занимает 9-е место из 22 по правам женщин среди арабских стран. Среди 200 представителей генерального национального конгресса 33 являются женщинами. 28 % женщин работают. Начиная с 2013 года, женщина лишилась права выходить замуж за иностранца. Минимальный возраст женщины для вступления в брак составляет 20 лет, если она не получила разрешения от отца или мужчины-родственника. Многие женщины становятся жертвой насилия со стороны мужа. До 99 % жертв изнасилования, которые подают в суд, в результате снимают обвинения по требованию ливийских чиновников.

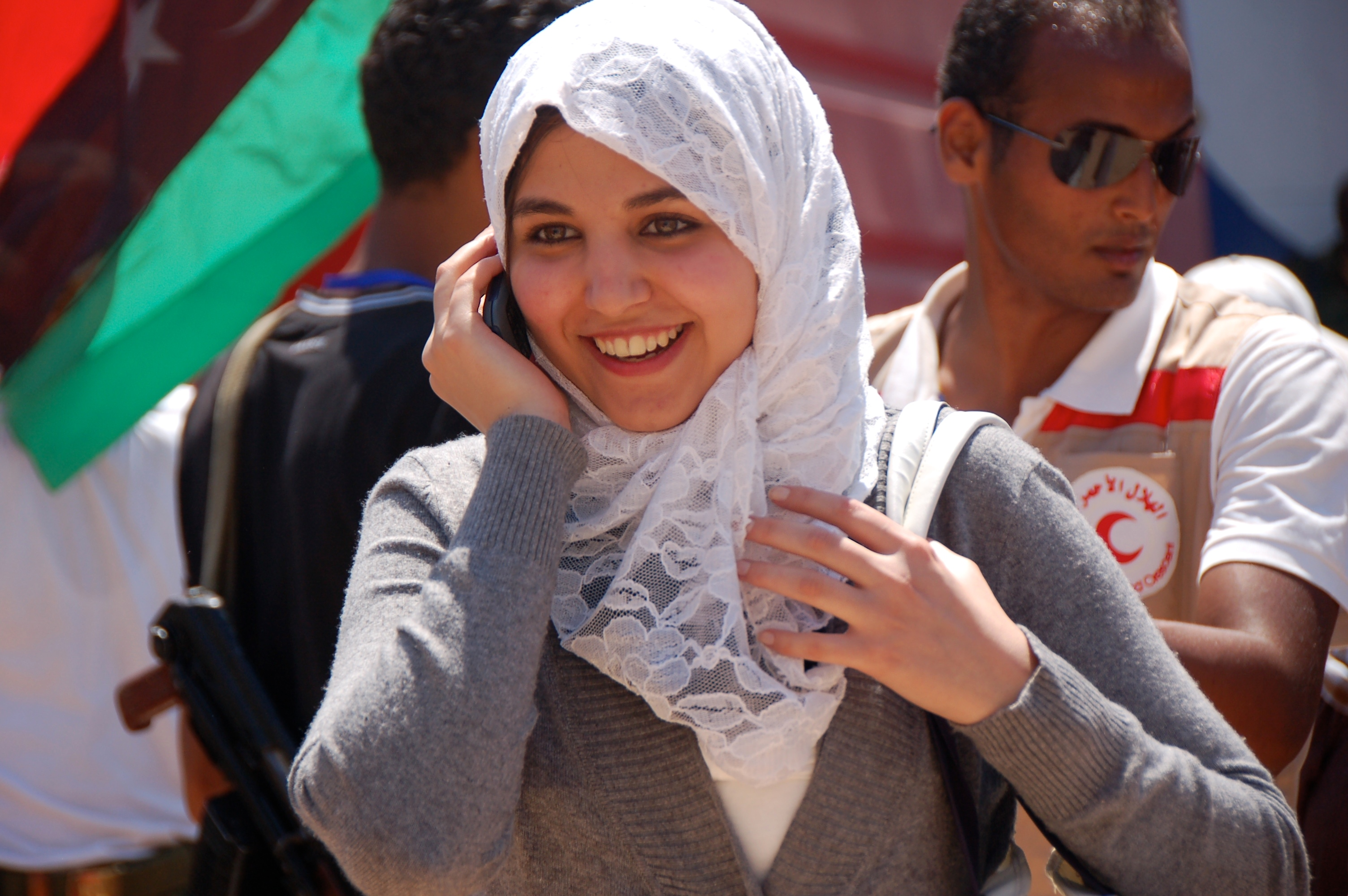
Ливийская девушка, 2011 год

Исторически ливийские женщины были значительно ограничены в правах, задававшихся племенными и исламскими законами. Их роль сводилась к домохозяйству и уходу за детьми, а последний ливийский король Идрис I публично осуждал женское образование.
Ситуация кардинально изменилась с событиями революции в 1969 году: новое правительство провело реформы, которые наделяли женщин большими правами, так как было заинтересовано в привлечении новой рабочей силы, которой катастрофически не хватало в стране. Вступили в силу новые законы, запрещающие девушке выходить замуж до 18 лет. В 1973 году женщина получила юридическое право на развод. Реформы привели к женской эмансипации, которая ярко отражалась на поколениях: если пожилые женщины предпочитали полностью закрытую чадру, то городские женщины до 30 лет одевались более открыто, предпочитая национальные костюмы западной одежде. В наше время городская женщина в вуали — крайне редкое явление. Несмотря на это, женщины отсутствовали на высоких государственных постах до конца 80-х годов. В 1980 году занятость среди женщин составляла 7 % от рабочего населения, в сельской местности эта доля достигала 46 % (в области сельского хозяйства). Самой престижной работой считалась профессия врача. Несмотря на государственную поддержку, женщинам было крайне сложно найти офисную работу из-за культурных убеждений, что женщины и мужчины не должны вместе работать. Новым правительством были выработаны законы, поощряющие женщину к вступлению в брак и продолжению рода: в частности, женщина получала денежную премию на каждого нового ребёнка, а также могла бесплатно отдавать его в детский сад. При достижении 50-летнего возраста женщина могла идти на пенсию. По данным на начало 2000-х годов, занятость среди женщин составляла 20 %, а в 2006 году — 27 %. Если среди лиц с высшим образованием в 1966 году доля женщин составляла лишь 8 %, то к 1996 году она увеличилась до 43 %.

### ОАЭ
Объединённые Арабские Эмираты, по данным медиакомпании Thomson Reuters (2013), занимает 10-е место из 22 по правам женщин среди арабских стран. На международном уровне занимает 109-е место из 148 стран по половому равенству. Если в вопросах занятости и образования женщины имеют наибольшие возможности, то личная жизнь и сексуальное насилие остаются актуальной проблемой.
До 1960 года женщины не имели возможность заняться чем-либо за пределами области дома и семьи. Ситуация стала меняться после обнаружения в стране крупных запасов нефти. Первый президент Зайд ибн Султан Аль Нахайян дал впервые возможность женщинам работать и открыл начальные школы для девочек. Важную роль в продвижении женских прав сыграла жена президента — Фатима, которая возглавляла женскую федерацию и способствовала тому, чтобы всё больше женщин и девушек могли получать образование. В 1988 году женщины составляли 6,2 % рабочей силы страны, большинство из которых работало в области образования и здравоохранения.

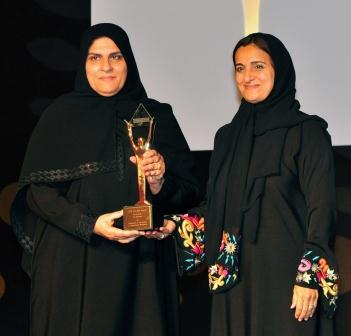
Эмиратские бизнесвумен

Начиная с 1960-х годов, в результате поощрения женского образования в семьях только в период с 1990 по 2004 год количество выпускниц высших учебных заведений удвоилось. В 2007 году грамотность среди женщин достигла 90 %. После окончания средней школы 77 % девушек поступают в высшее учебное заведение и составляют 75 % от общего числа студентов национального университета Аль-Айн. 60 % выпускниц высших школ идут на профессиональную работу. Женщины составляют 1-2 % среди занимающих руководящие должности, 20 % административных должностей, 35 % от национальной рабочей силы и 80 % в сфере домашнего хозяйства. Также в стране самый высокий уровень женской занятости — 59 % (14 % от общего рабочего населения). На фондовой бирже Абу-Даби 43 % инвесторов составляют женщины, а в ассоциацию эмиратских бизнесвумен города входят 14 000 женщин. В 2006 году женщины составляли более 22 % от Федерального национального совета. В 2008 году им было разрешено становиться судьями. По данным на 2013 год, в стране 2 женщины-судьи. Женщины, в отличие от большинства арабских стран, могут свободно вступать в правительственные ведомства, в том числе и полицию (и водить полицейские машины).
Наиболее значительным достижением полового равенства в ОАЭ и даже региона является непосредственное присутствие женщин в вооружённых силах, которые принимали участие в войне в Персидском заливе в 1991 году.
Премьер-министр ОАЭ Мохаммед бен Рашид Аль Мактум 10 апреля 2021 года анонсировал, что страна планирует отправить в космос двух своих граждан, в том числе Нуру аль-Матруш, которая станет первой женщиной-астронавтом арабского мира. Она прошла отбор из примерно 2000 кандидаток; 27-летней Нуре предстоит пройти программу подготовки Национального управления по аэронавтике и исследованию космического пространства (NASA).
Одной из главных проблем страны в области женских прав остаётся сексуальное насилие, озабоченность которым выражают многие правозащитные организации. Нет ясных законов, которые могли бы защищать женщину от сексуального насилия, так как нередко жертва может сама быть наказанной судом за прелюбодеяние. Лишь каждая вторая женщина из-за страха наказания сообщает в полицию об изнасиловании. В частности в 2008 году австралийская женщина, работающая в ОАЭ, став жертвой насильника, села на 8 месяцев за «внебрачный секс». А местная женщина отказалась от своего утверждения, что была изнасилована 6 мужчинами, под угрозой быть избитой за прелюбодеяние. Надя Халида, представитель организации Human Rights Watch, утверждает, что вместо того, чтобы расследовать акты изнасилования, полиция предпочитает наказывать и преследовать жертву. Эмиратской женщине запрещено выходить замуж за не-мусульманина. Родив внебрачного ребёнка, женщина может быть арестована, посажена в тюрьму и даже депортирована. Женщины, оказывающие услуги домработниц, имеют высокий шанс стать жертвой сексуального рабства.

### Мавритания
Мавритания, по данным медиакомпании Thomson Reuters (2013), занимает 11-е место из 22 по правам женщин среди арабских стран. По половому неравенству из 248 стран занимает 139-е место.

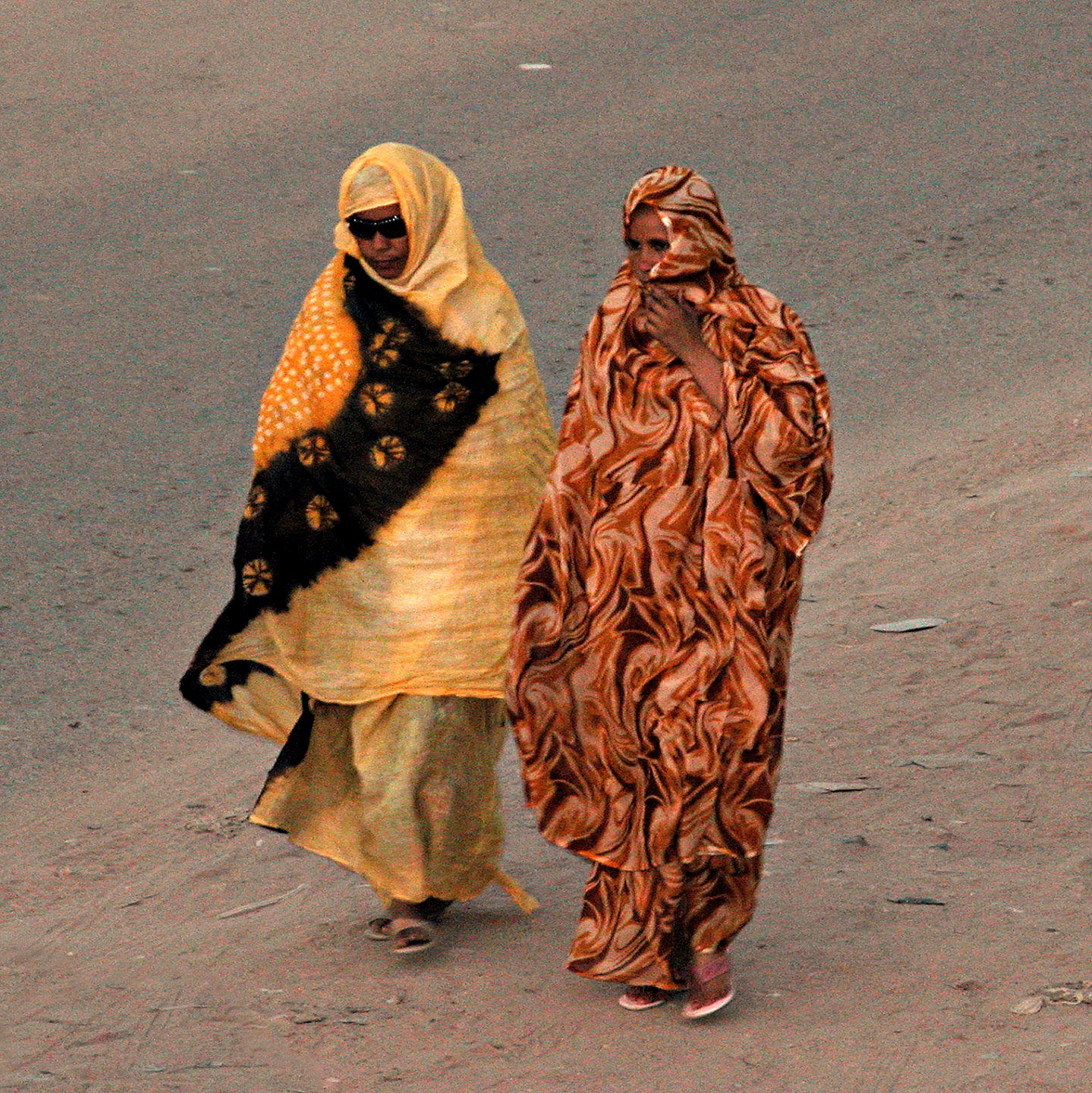
Мавританские женщины

До 1980 года женщины Мавритании жили по строгим законам шариата; под влиянием реформ в странах Магриба в стране началось движение по правам женщин в социальных и экономических областях. Девочки в основном учатся дома вести домашнее хозяйство, также существуют женские школы по обучению Корану и минимальным навыкам письма.
Во всех списках среди кандидатов на выборы квоты имеют 20 % женщин. 29 % рабочего населения составляют женщины. 69 % женщин — обрезанные. По традиции девочки подвергаются обрезанию в месячном возрасте. Культурной особенностью Мавритании является то, что чем толще женщина, тем она красивее. Полнота исторически являлась признаком престижа и богатства. Толстая девушка имеет высокий шанс выйти замуж за мужа состоятельной семьи, поэтому нередко девочку с 8 лет начинают откармливать высококалорийной едой, порой принудительно. В последнее время всё большей популярностью пользуются гормональные таблетки, способствующие дополнительному накоплению жира. Однако последствия от них могут оставаться крайне тяжёлыми: от сердечной недостаточности до инфаркта или безумия. Женщины из чёрных общин не соблюдают строгий исламский дресс-код, их костюмы могут быть яркими, с золотыми, серебряными и янтарными украшениями. Костюм женщины может говорить о её социальном положении, во время праздников женщина может по несколько раз менять свой костюм.
20 % женщин являются «заложницами» в своих семьях. Практически все браки происходят по договору между семьями, замужняя женщина попадает во владения семьи мужа. Широко распространено многожёнство и женское невольничество. Очень часто браки происходят внутри кланов, даже между родственниками, двоюродными братьями/сёстрами при условии, что их не вскармливала молоком одна и та же женщина. По закону женщина может выйти замуж только за мужчину-мусульманина. В Мавритании чаще, чем в других арабских странах, разводятся супруги, а женщина может быть опозорена, если её осудила семья. Если женщина вступает в повторный брак, то она лишается права опеки детей от первого мужа. По закону женщина может заключать максимум 3 брака.
Показания в суде женщины весят в два раза меньше, чем у мужчины, также женщина получает вдвое меньшее наследство, чем мужчина-родственник. Нередко женщина и вовсе лишается права на наследство, когда начинает жить в семье мужа, и сама может «передаваться в наследство» родственникам мужчины-опекуна, например, мужчина может получить жену покойного брата, которая будет принадлежать ему, вне зависимости от выбора женщины.

### Бахрейн
Бахрейн, по данным медиакомпании Thomson Reuters (2013), занимает 12-е место из 22 по правам женщин среди арабских стран и 45-е место из 148 стран мира по половому неравенству. Государство Бахрейна официально отрицает наличие законов, ущемляющих женские права в сферах политики, наследования, гражданства, свободы и семейной жизни. В современном обществе женщины широко представлены в разных профессиях и местах работы.

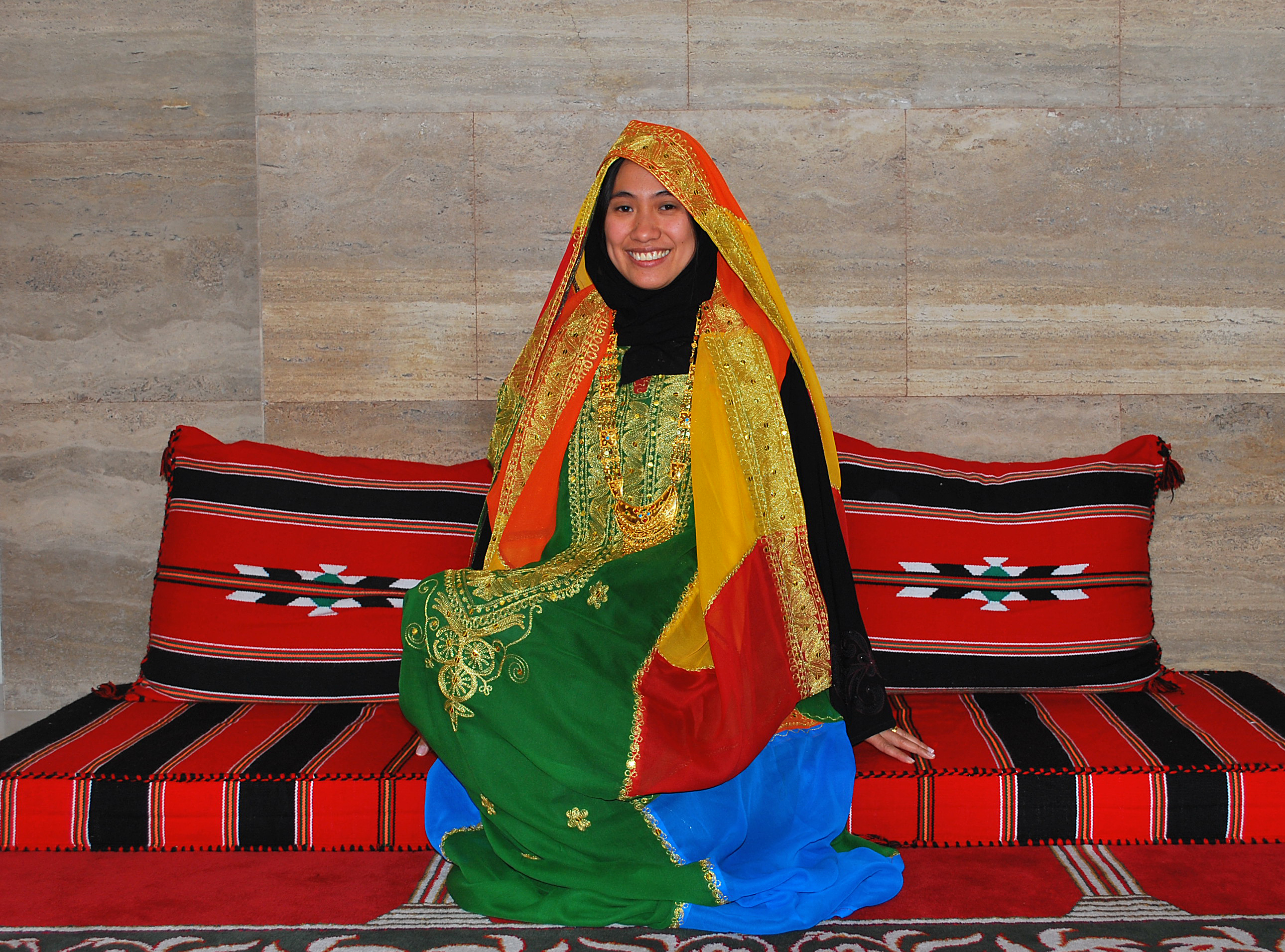
Бахрейнская женщина в традиционном свадебном костюме

До 1960-х годов страна жила по строгим законам шариата, основная деятельность женщин сводилась к домашнему хозяйству и уходом за детьми, женщины нередко могли помогать в работе мужа; женщины из богатых семей освобождались от подобных обязательств, за которых работу выполняли служанки, или невольницы. Бахрейнские женщины славятся своей традиционной вышивкой по ткани. Первая светская школа для женщин была открыта в 1928 году и стала самой первой среди стран Персидского залива. В 1950-х годах ряд бахрейнских женщин отправился учиться в Египет, Бейрут и Ливан, чтобы стать учителями. В 1959 году в Бахрейне был открыт первый женский медицинский колледж. Бейрут стал первой страной Персидского залива, имеющей свою женскую организацию. Женщины получили право на голосование в 2002 году.
В последние 30 лет возможности женщин в сфере работы, медицины, образования значительно расширились. По данным на 2013 год, 40 % женщин работают, что составляет 19 % от общего числа рабочего населения.
Большинство женщин Бахрейна носят чёрную, свободную одежду — чадру, которая называется «джеллабия». Более консервативные мусульманки, а также женщины, от которых этого требует муж, могут надевать никаб, покрывающий всё лицо, кроме глаз, или вовсе полностью скрывать лицо. Более светские женщины выпускают из-под хиджаба волосы. Хотя красить ногти и пользоваться косметикой считается неприемлемо с точки зрения этики, женская косметика набирает всё большую популярность в Бахрейне.
Минимальный возраст женщины для вступления в брак составляет 15 лет. Согласно исламским предписаниям, голос женщины в суде имеет вдвое меньшую ценность, чем мужчина. 30 % женщин терпят на себе домашнее насилие со стороны мужа. В стране отсутствует закон о личном статусе женщины и семейное право, в результате женщины в Бахрейне фактически лишены официально права на наследство, опеку и развод. Такими делами, как правило, занимаются шариатские суды, которые ориентируются по исламских предписаниям, однако они могут их по-разному интерпретировать и, как правило, встают на сторону мужчины. С этой проблемой активно борется «верховный совет по делам женщин», организовывая женские митинги, однако им активно препятствует консервативное исламское духовенство страны, которое не заинтересовано в предоставлении новых прав женщинам, утверждая, что создание женского кодекса будет противоречить исламским и культурным ценностям страны.

### Джибути
Джибути, по данным медиакомпании Thomson Reuters (2013), занимает 13-е место из 22 по правам женщин среди арабских стран. Впервые женщина была допущена в парламент в 2003 году. В 2013 году женщины составляли 11 % от национальной ассамблеи, они также составляют 38 % от рабочей силы населения. Хотя по закону девушка может выходить замуж не раньше 18 лет, ранние браки практикуются в стране повсеместно.
В Джибути отсутствуют законы, наказывающие мужчин за сексуальное насилие, а повсеместное насилие и подавление женщин является частью культуры современного общества. Влияние женщин в политике, работе и бизнесе остаётся крайне низким.
В стране за пределами столицы практически невозможно достать противозачаточные средства. 93 % женщин являются обрезанными, они также подвержены повышенной смертности, особенно в регионах, где отсутствует медицина. Многие женщины остаются хозяйками в своих семьях, так как многие мужчины работают за границей или уезжают жить туда.

### Сомали
Сомали, по данным медиакомпании Thomson Reuters (2013), занимает 14-е место из 22 по правам женщин среди арабских стран. Среди представителей федерального парламента женщины составляют 14 %.
Свыше 45 % женщин были выданы замуж до 18 лет. На территориях, не подконтрольных террористами, женская занятость составляет 39 %, в то время как в захваченных исламистами (Харакат аш-Шабаб) регионах женщины не имеют права работать. Компенсация за убитую женщину составляет вдвое меньше, чем за мужчину. Женская смертность при родах составляет 1200 человек из 100 000 (каждая 83-я), таким образом, Сомали занимает первое место по родовой смертности. В стране практикуется широкое похищение женщин из лагерей беженцев внутри страны. Только в 2012 году было зарегистрировано примерно 1700 подобных случаев. В жизни женщины ключевую роль по-прежнему занимает клан, а браки осуществляются в рамках эндогамных обычаев, то есть внутри клана. Исследования показали, что каждый второй брак происходит внутри клана. В 1975 году в Сомали были введены новые законы, дающие женщине право на равное разделение имущества, развод и исключительное право на владение своей собственностью. Традиционным костюмом сомалийских женщин является гунтиино, длинная полоса яркой, украшенной разноцветными и золотыми нитями — ткани, которая заворачивается вокруг тела. Также женщины традиционно украшали себя серебряными и золотыми браслетами. Замужние женщины носили яркие головные уборы — шаш — и надевали на верхнюю часть тела шаль, известную как гарбасаар. В последние десятилетия с ростом исламского фундаментализма женщины стали предпочитать традиционным нарядам скромную арабскую чадру, покрывающую «мешком» всё тело женщины, кроме лица.

### Палестинские территории

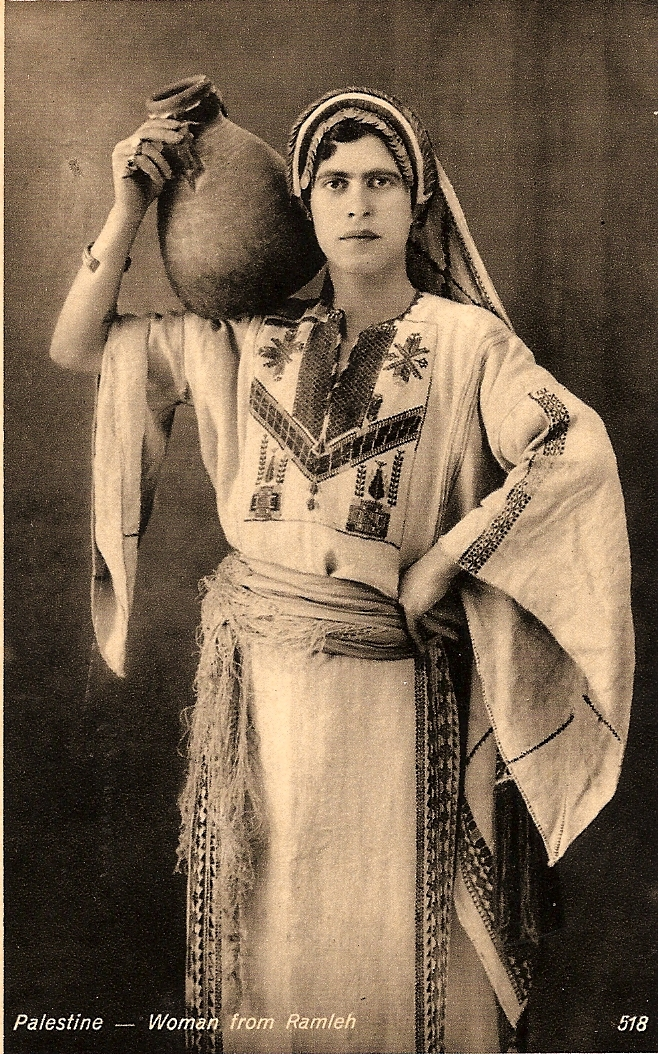
Палестинская женщина — арабка-христианка в традиционном костюме из Рамлы, 1920-е годы

Палестина, по данным медиакомпании Thomson Reuters (2013), занимает 15-е место из 22 по правам женщин среди арабских стран.
Женщины получили право голосовать в 1996 году.
Среди женщин занятость составляет 17 %, и лишь 7,4 % из них являются безграмотными.
Минимальный возраст для вступления в брак составляет 15 лет, в Газе — 17 лет.
Главная роль женщин сводится к домашнему хозяйству и уходу за детьми, в обществе доминируют мужчины, а женщины обладают более низким социальным статусом. Рождение мальчика в семье является значительно более радостным событием в семье и основным приоритетом женщины.
С середины 70-х годов некоторые женщины стали получать высшее образование, ввиду спроса на рынке труда. Образованная женщина имеет больше шансов выйти замуж за состоятельного мужа, а также может финансово обеспечивать себя при отсутствии мужа/родственника. Палестинские женщины известны созданием многочисленных национальных и феминистских организаций, которые создавались изначально для борьбы против экспансии Израиля. Организации расположены также в Иордании, Сирии и Ливане.
Палестинские женщины остаются наиболее бесправным классом палестинского общества из-за нестабильности в регионе и культурных и религиозных особенностей палестинских арабов. В частности, среди мужчин широко практикуется убийство женщин во имя чести, при этом женская дискриминация является непосредственной частью современного палестинского общества, а любые попытки навязать права женщин идут вразрез с его ценностями. Каждая вторая замужняя женщина, по данным на 2011 год, подвергается насилию в семье. 76,4 % женщин подвергаются моральному унижению со стороны мужчин, 78,9 % — социальному насилию, 34,8 % — избиениям и 14,9 % сексуальному насилию.
Насилие против женщин особенно распространено в секторе Газа, подконтрольной исламистам, мужья могут избивать жён за мельчайшие проступки или угрожать убийством при попытке жалобы. 66 % женщин, над которыми издеваются мужья, продолжают молчать, 37,7 % сбегают к родственникам, и лишь 0,7 % обращаются в женские правозащитные организации. Амаль Сиам, представительница женской организации, объясняет это тем, что палестинское общество категорически осуждает женщин, жалующихся на мужей, считая это грубым и непристойным поступком. Полиция может расследовать случай насилия, если женщина предоставит медицинскую справку о побоях со стороны мужа.

### Ливан
Ливан, по данным медиакомпании Thomson Reuters (2013), занимает 16-е место из 22 по правам женщин среди арабских стран и 78-е место из 148 стран по половому равенству.

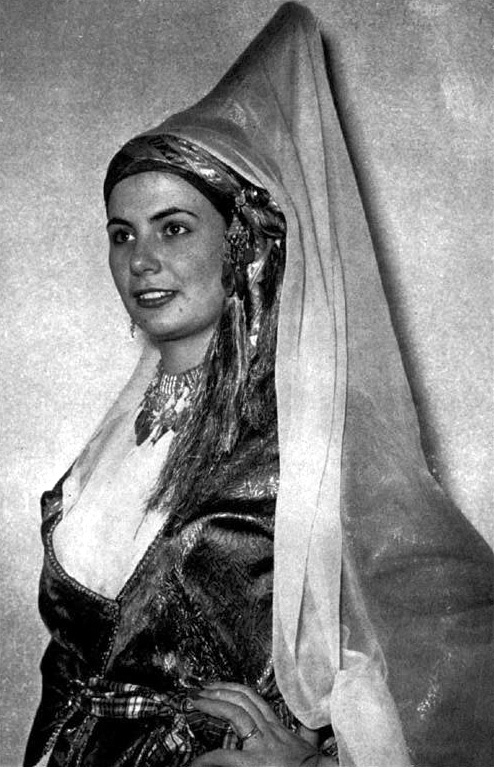
Женщина из знатной семьи, 1955 год.

По данным на 2013 год в стране есть 3 женщины-министра, первая из которых вступила в свою должность в 2004 году. Среди женщин занятость составляет 54 %. Женщины официально имеют право голосовать, работать и получать образование. В Ливане проживает значительное количество христиан, и законы, предписанные женщине, могут зависеть от её религии. В частности, если женщина из мусульманской семьи, она получает вдвое меньшее наследство, а мужчина-мусульманин может по закону иметь несколько жён, однако это практикуется довольно редко, так как является социальным клеймом мусульманского сообщества. Минимальный возраст для вступления в брак составляет 12,5 лет. Так как каждой религии предоставляются собственные суды, православные женщины имеют больший шанс развестись, мусульманским женщинам сделать это значительно труднее, но хуже всего ситуация остаётся для женщин-марониток.
В христианских и мусульманских сообществах господствующее положение занимает мужчина, он же является безоговорочным главой семьи и законным опекуном детей и жены. Законы страны не предусматривают уголовную ответственность за насилие в семье и за сексуальное домогательство на рабочем месте, а государственная политика не предпринимает серьёзных мер по улучшению женских прав. После войны в Сирии многие беженцы перебрались в Ливан, а сирийские женщины стали массово подвергаться изнасилованиям из-за своего наиболее уязвимого положения, поскольку не имели дома и находились в поиске средств на проживание. Положение женщин значительно лучше в Бейруте и других крупных городах страны.
Женщина не имеет права принимать гражданство мужа-иностранца. Аборты запрещены, за исключением ситуации, если есть угроза жизни для матери. За аборт женщина рискует сесть на 7 лет в тюрьму. В иной ситуации насильник может жениться на жертве и таким образом освобождается от судебного преследования. Большим препятствием для женщин, желающих заниматься политикой, является повсеместная коррупция в стране и практика панибратства среди политиков-мужчин.
Ливан является одной из немногих арабских стран, где разрешена пластическая хирургия для женщин, что делает этот бизнес в стране очень прибыльным. Каждый год в стране с населением 4,2 миллиона человек проводится 1,5 миллионов пластических операций, большинство женщин-клиентов прибывают из других арабских стран. Также возникают многочисленные споры относительно ливанских косметических товаров и хирургических инструментов, которые закупаются в Израиле, на фоне того, что большинство арабов (в том числе женщин) из-за этических и религиозных соображений бойкотируют израильские товары.

### Судан
Судан, по данным медиакомпании Thomson Reuters (2013), занимает 17-е место из 22 по правам женщин среди арабских стран. Среди представителей национальной ассамблеи страны 25 % составляют женщины. Занимает 129-е место из 148 стран по половому равенству. Согласно закону, женщины, плохо покрывающие своё тело, могут быть арестованы и понести наказание в виде порки. 38 % женщин неграмотны, и 12,1 миллионов — обрезанные.

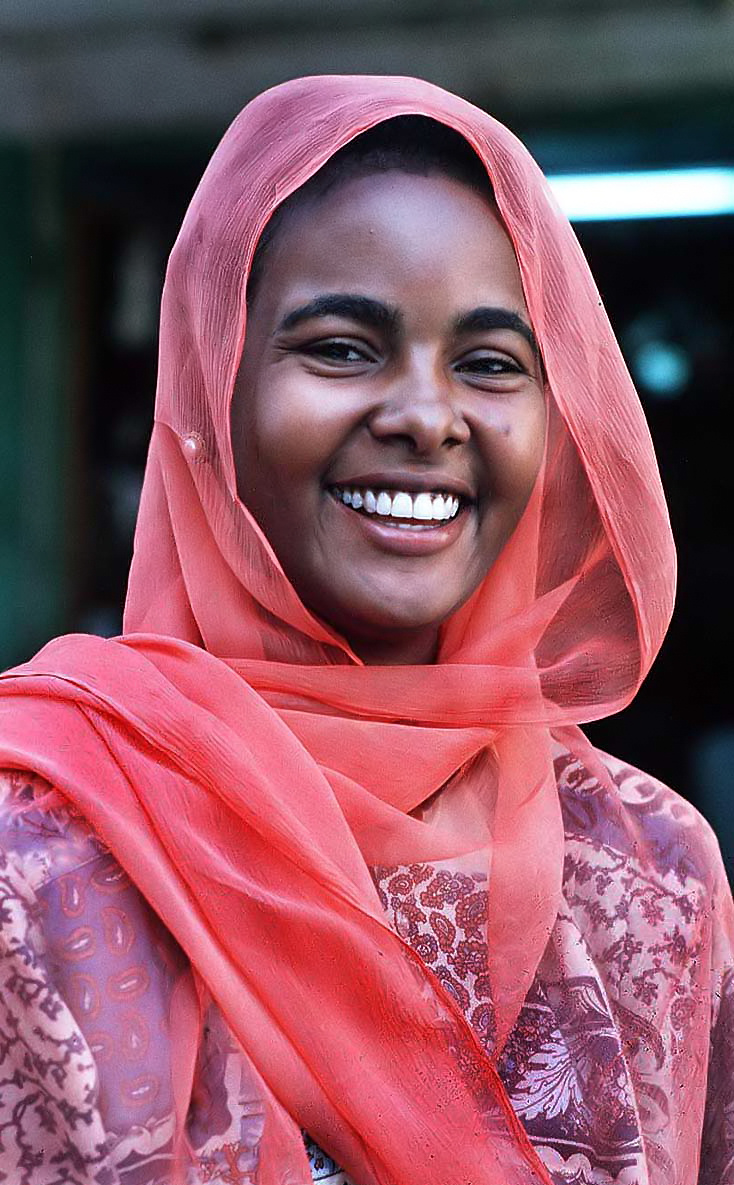
Суданская девушка, 2005 год

Права женщин Южного Судана, где преобладают христианство и местные религии, тоже неудовлетворительны, но значительно выше по сравнению с Суданом. Судан является одной из нескольких стран, не подписавшей конвенцию о ликвидации всех форм дискриминации в отношении женщин, мотивируя тем, что это противоречит исламским ценностям и предписаниям.
Некоторые попытки по улучшению положения женщины предпринимались в 70-е годы, когда проводились программы по улучшению благосостояния женщин. В 1983 году в стране появился первый союз домохозяек, целью которого является облегчение к доступу потребительских товаров для женщин по более низкой цене.
Общество Судана продолжает жить по консервативным культурным и религиозным законам. Важную роль в этом сыграли многочисленные конфликты и столкновения в стране, которые происходят уже с середины XX века. Это привело к радикализации исламского населения, среди которого стали развиваться идеи исламского фундаментализма — «возвращения к подлинной культуре» и искоренения всех традиций, противоречащих исламским предписаниям, которые «ослабляют мораль женщины», а именно: максимальное ограничение участия женщин в общественной жизни, пропаганда роли женщины как домохозяйки. Девочке разрешено вступать в брак уже в 10 лет. 32 % девушек были выданы замуж в возрасте 18 лет. Вдова может выйти повторно замуж, при условии, что откажется от своих детей, оставив их на попечении родственников покойного мужа. В стране практикуется множество ритуалов, не связанных с исламом, которые женщины должны проводить при родах, свадьбе, смерти близкого, ежедневно, даже во время работы. Например, на свадьбе во время празднования женщина полностью посвящает время многочисленным ритуалам.

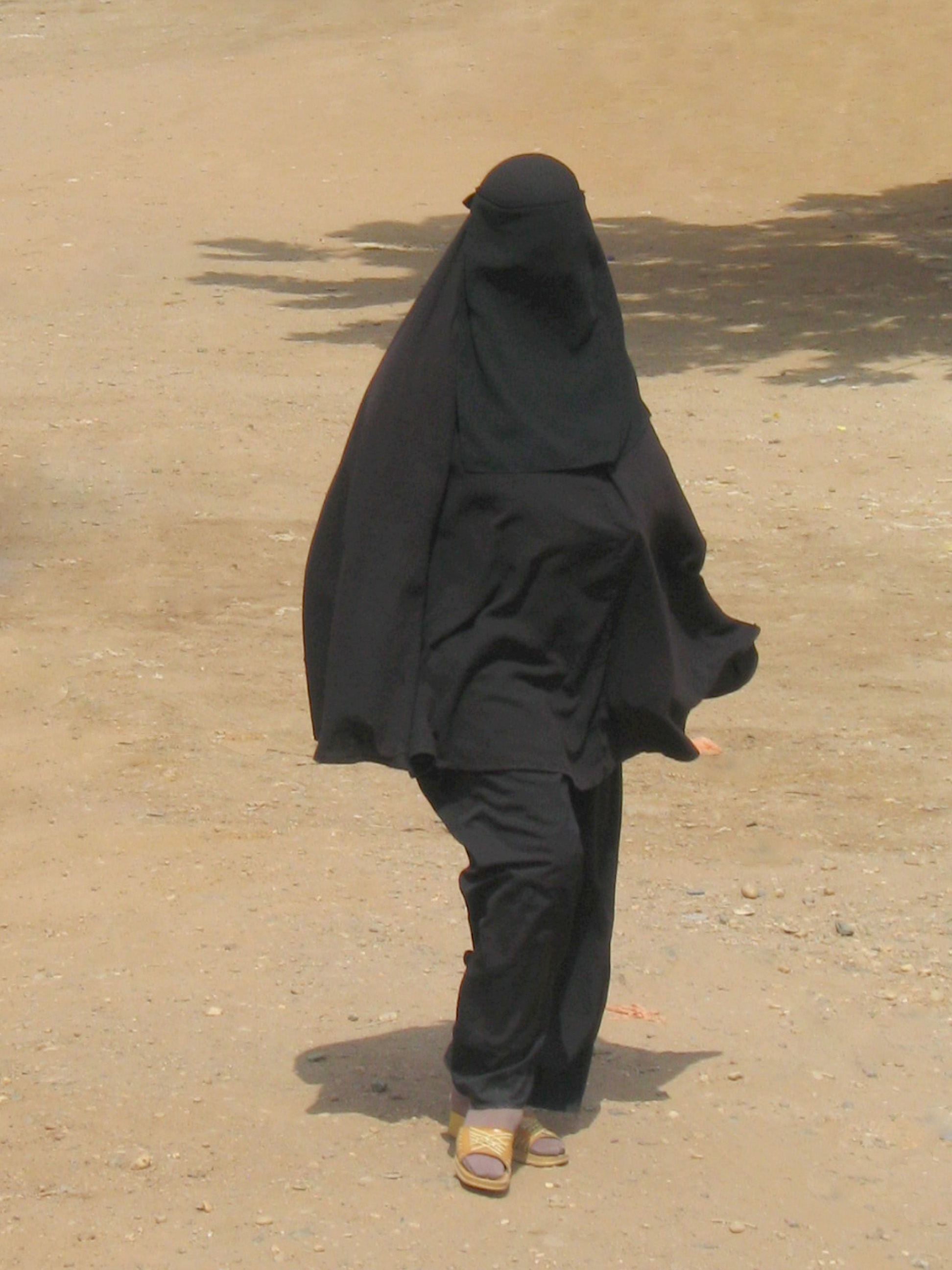
Суданская женщина в чадре, 2009 год

Качество образования остаётся для девочек очень низким и сводится к простым навыкам письма, чтения и иногда арифметики. Большинство девочек покидают школы при наступлении переходного возраста. Количество девушек, получивших среднее образование, составляет 12,8 %, однако эта цифра не может считаться достоверной, так как качество среднего образования для женщин остаётся крайне низким. Женщина получает менее качественные медицинские услуги, чем мужчина, при родах смертность составляет 720 на 100,000 родов. Женщины работают в основном в области сельского хозяйства, 78—90 % женщин работают в традиционном секторе, получая деньги на прожиточный минимум. Они играют очень важную роль в сельской экономике страны. Однако при модернизации сельского хозяйства считается нежелательным вовлекать в эту модернизацию женщин, а государство пытается внушить сельским работницам, что их деятельность не является работой. Лишь 10 % работающих женщин пользуются современной техникой. На одном заводе в 1981 году женщины-работницы получали около 70 % от мужской заработной платы.
В северных регионах широко практикуется женское обрезание, так как необрезанная женщина считается «нечистой» и склонной к прелюбодеянию. Также широко практикуется зашивание половых органов женщины, которые после замужества разрезаются. Обрезание на юге среди немусульман не практикуется. Хотя ислам не предписывает женщинам обрезаться, в Судане это повсеместно практикуется, особенно под давлением женщин пожилого поколения.
По докладам ООН, в 2005 году в регионе Дарфур, где повсеместно практиковалось сексуальное и физическое насилие над женщинами, работали негосударственные организации, которые стремились помочь женщинам, ставшим жертвами. Однако они были практически все распущены под давлением правительства, которое характеризовало деятельность организаций как незаконную и подрывающую культурные ценности мусульманского общества.

### Йемен
Йемен, по данным медиакомпании Thomson Reuters (2013), занимает 18-е место из 22 по правам женщин среди арабских стран и последнее место в мире по половому равенству. Хотя попытки предоставить новые полномочия женщинам делались в Йемене наряду с Оманом, ОАЭ, Бахрейном и Катаром ещё в 60-е годы, они не увенчались успехом из-за слабой и нестабильной экономики страны, которая осталась единственной нищей и неразвитой страной на Аравийском полуострове.

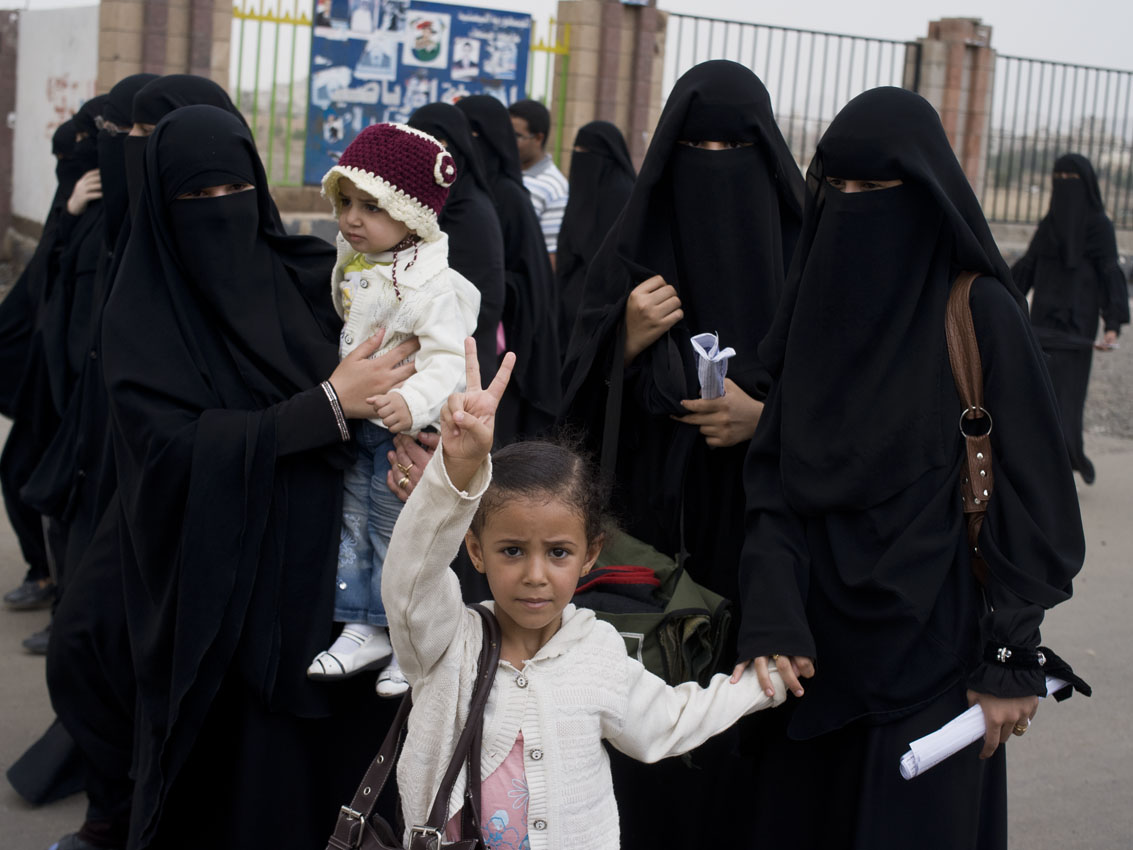
Йеменские женщины в Сане, 2011 год

 В современном йеменском обществе женщины продолжают жить по строгим племенным, культурным и религиозным обычаям. Подавляющее большинство женщин остаются безграмотными.
С 1990 года конституция Йемена предусматривает, что все граждане считаются равными перед законом и что «Каждый гражданин имеет право на участие в политической, экономической, социальной и культурной жизни страны». Однако статья 31 предусматривает, что «у женщин есть права и обязанности, которые должны исполняться согласно закону шариата». Этот закон сводит равенство женщин к нулю, так как законы шариата могут интерпретироваться по-разному и быть базой для множества дискриминационных ограничений для женщин. Женщины значительно ограничены и в семейном праве, в частности, они не могут выйти замуж за иностранца без разрешения семьи и государства. Также, если женщина имеет ребёнка от иностранца, но разведена с ним, ребёнок получает гражданство по достижении 19-летнего возраста. Если мужчина может в любой момент развестись без оправдания, женщина для этого должна пройти процесс судебного разбирательства, при этом её голос ценится в 2 раза меньше, чем мужской. Также женщине запрещено давать показания в делах о прелюбодеянии, клевете, краже или содомии. Лишь 36 % рожениц получают услуги акушера.
По данным на 2003 год, 30 % женского населения были грамотными. По сообщению Freedom House, в сельских районах в начальную школу были зачислены 73 % мальчиков и лишь 30 % девочек, из них только 53 % заканчивают начальную школу. Это связано с тем, что отцы девочек не считают важным для будущей домохозяйки иметь образование. Хотя трудовой закон запрещает дискриминацию по признаку пола, женщины повсеместно сталкиваются с ограничениями и унижениями на рабочих местах.

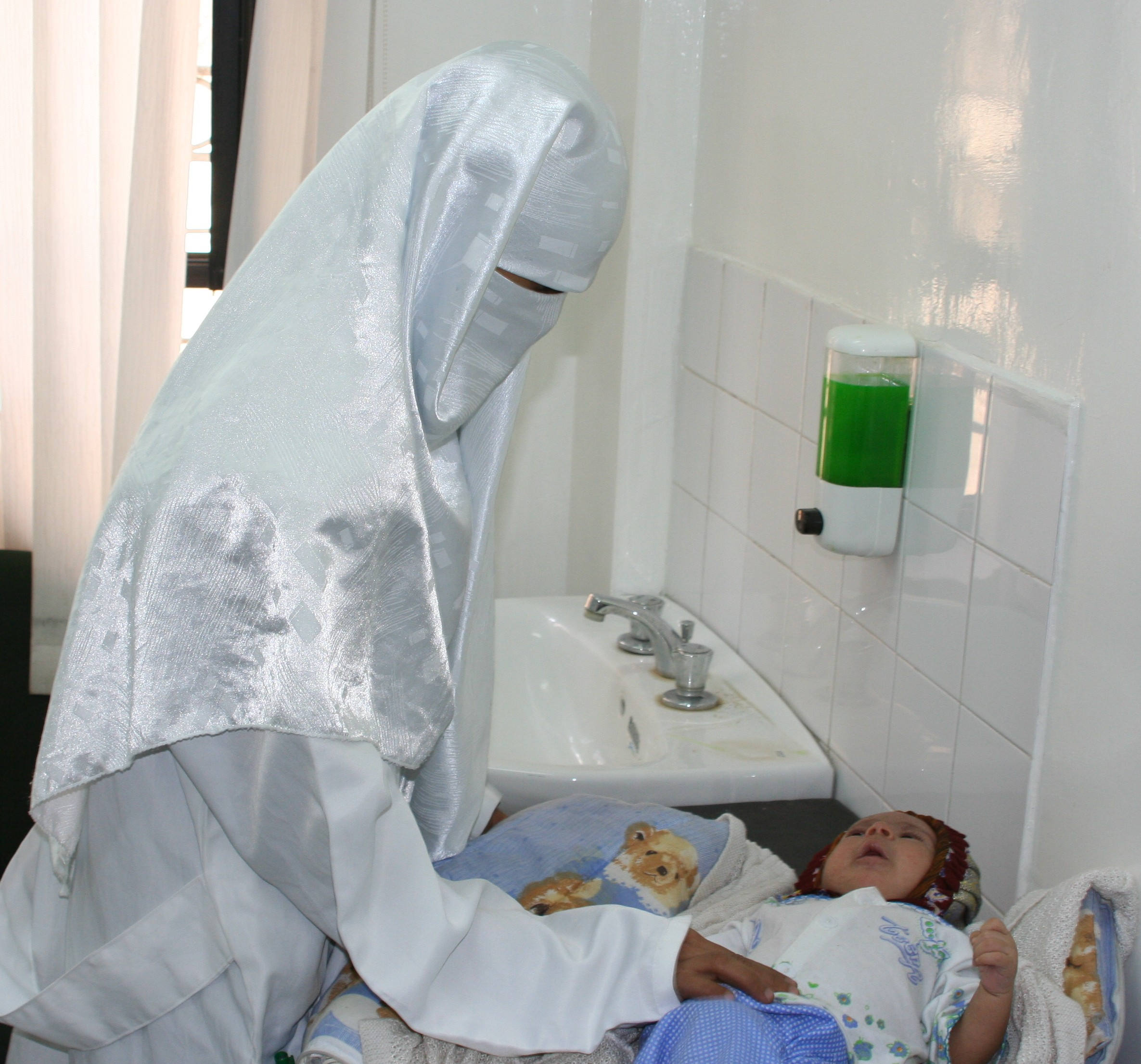
Йеменская женщина-доктор, 2006 год

В стране должности политиков занимают 5 женщин. Йеменские женщины участвовали в парламентских выборах в качестве избирателей, а также кандидатов. Однако с 1993 по 2003 год число женщин в парламенте упало с 11 до 1. Единственная женщина-министр Сулеймани утверждает, что подвергается унижению со стороны политиков-консерваторов, которые выражают открытое недовольство наличием женщины в политике и грубо намекают, что её место дома на кухне. Также консервативные политики-мусульмане являются главной причиной современной ситуации в стране, так как предотвращают любые попытки реформ в защиту прав женщин, утверждая, что они идут вразрез с исламскими ценностями.
Нет законов, которые дают возможность женщине распоряжаться своей судьбой и свободой выбора. Поэтому все женщины привязаны к семьям, кланам и мужьям. Также широко практикуется женское обрезание, хотя оно запрещено законодательством страны. Нет также возрастного ограничения для вступления девушки в брак, в среднем девочку выдают замуж уже в 15 лет. В стране широко практикуются фиктивные браки несовершеннолетних за деньги. Очень часто девочку в возрасте 10/11 лет против воли отдают замуж, и по традиции на следующий день происходит первая брачная ночь, из-за которой у девочки может начаться внутреннее кровотечение из-за половой незрелости; это часто приводит к летальным исходам. Очень часто девушки рожают уже в возрасте 14/15 лет, и многие из них умирают во время родов.
Также могут практиковаться близкородственные браки, например с двоюродной сестрой, почётным считается получить племянницу, дочь родного брата. Нередко девочка вступает в принудительный половой контакт ещё до полового созревания. В ходе таких контактов девочки серьёзно повреждают себе половые органы и в результате попадают в больницы. Такие события не освещаются в местных СМИ. В стране была попытка ввести минимальный возраст вступления девушки в брак в 17 лет, но она встретила широкое недовольство йеменской общественности и некоторых консервативных женщин-мусульманок.
После смерти мужчины жена может получить 1/8 часть его имущества. А мать получает 1/6 наследства. Женщина наследует от родителей половину доли брата, и может получить половину имущества лишь в том случае, если не имела братьев и сестёр.
Во время волнений 2011 года тысячи женщин под предводительством Карман Тавакуль вышли на митинги с требованием демократизации государства и полового равноправия. На одной из демонстраций женщины устроили массовое сожжение паранджей, в которых они вынуждены ходить при существующем режиме.
Исторически в разных регионах женщины носили разные национальные костюмы и платки. Однако последние десятилетия с ростом идей исламского фундаментализма и радикализма, женщины всё больше отдают предпочтение чёрной вуали, которую носят повсеместно в крупных городах. Практически все женщины закрывают лицо, очень редко женщина остаётся с открытым лицом. Многие женщины закрывают лицо, так как это снижает опасность стать жертвой сексуальных домогательств на улице, или по требованию семьи или мужа. Несмотря на это, 98,9 % женщин хоть раз уже подвергались сексуальным домогательствам на улице.
В сельской местности пожилые женщины не так строго соблюдают исламский дресс-код, предпочитая носить традиционные наряды.

### Египет
Традиционно женщины в Египте носили вуаль, а гендерная сегрегация была обычным явлением в школах, на работе и местах отдыха. Мужчины низшего класса часто предпочитали брак c женщиной, не работавшей и не получившей образование.

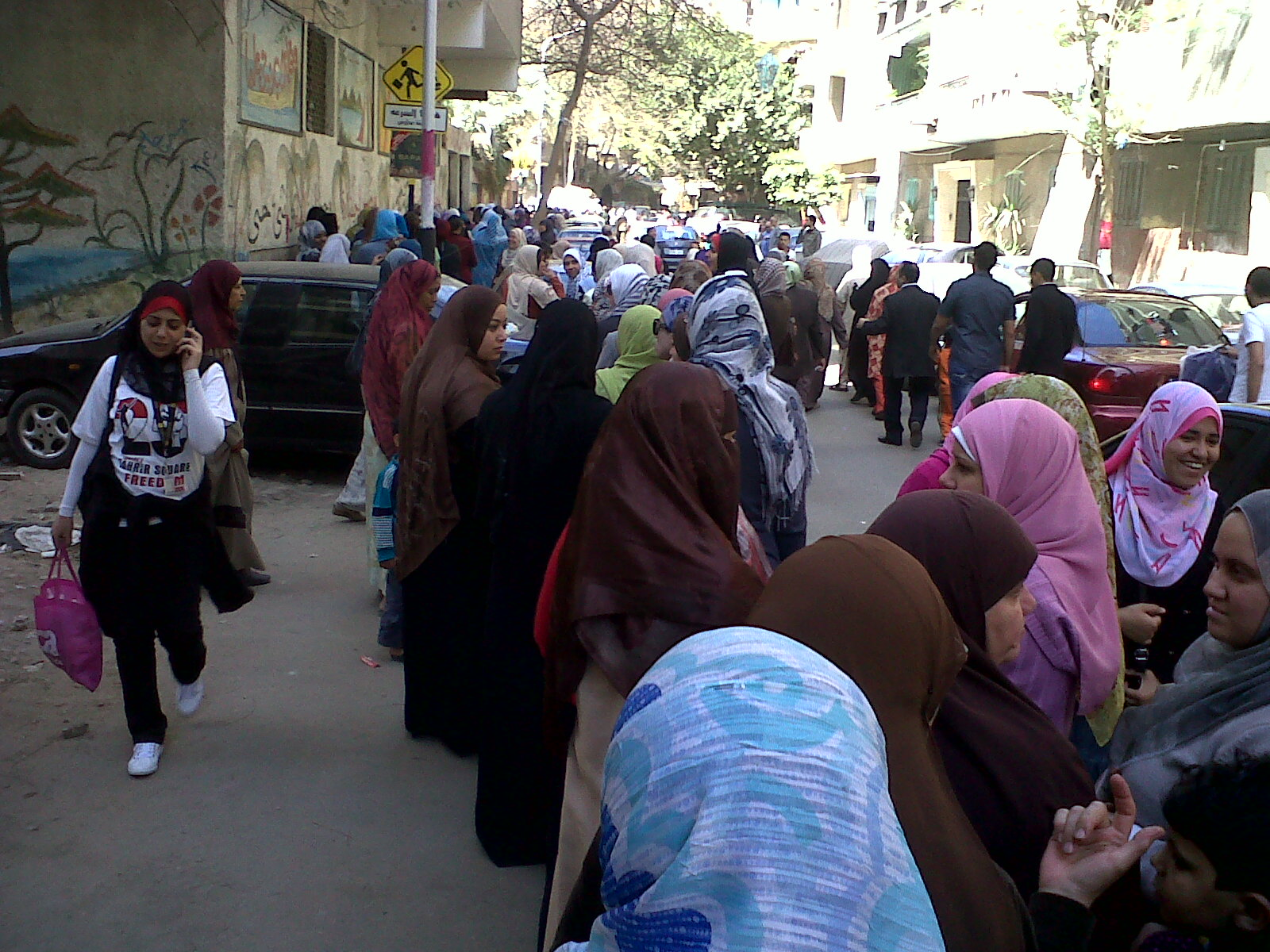
Египетские женщины во время египетского референдума

Положение женщин существенно улучшилось при правлении Абделя Гамаля, в частности, женщины получили право голосовать, а в конституции Египта 1956 года появилась графа, запрещающая дискриминацию по признаку пола. Согласно новому трудовому законодательству, женщины могли свободно работать и получали юридическую защиту. Политику либерализации продолжил Анвар Садат, однако она пришла к краху и привела к росту исламистских настроений в Египте. При этом возможности женщины стали более ограниченными, законы стали поощрять уход женщины с рабочего места или работу с неполным рабочим днём. Первая женщина-министр Хикмат Абу-Зейд вступила в должность в 1962 году.
В годы правления Мубарака роль женщины в обществе стала постепенно ухудшаться, новый закон 1987 года значительно ограничивал их политические права, новые законы также создавали дополнительные трудности для развода по желанию женщины.
Египет, по данным медиакомпании Thomson Reuters (2013), занимает последнее — 22-е — место по правам женщин среди арабских стран. Арабская весна привела к нарастанию исламистских настроений и новой волне изнасилований, также новым государством были приняты ряд дискриминационных законов. Всё это привело к тому, что Египет стал самой неблагоприятной страной арабского мира для женщин. Женщина не имеет права выходить замуж за не-мусульманина, в противном случае она будет обвинена в вероотступничестве, а ребёнок от такого союза будет взят под опеку мужчины-мусульманина. 37 % женщин неграмотны, и 91 % — обрезаны. По данным опроса на 2010 год, 45 % мужчин и 76 % женщин согласны с тем, что в стране должно быть гендерное равенство. 11 % мужчин и 36 % женщин считают, что женщина имеет право работать вне дома. Если до революции важную роль в протестах играли женщины, то после воцарения исламистов их активность сошла на «нет», так как среди исламистов стали социально приемлемыми повседневные сексуальные домогательства вне зависимости от возраста и статуса женщины, или даже если женщина полностью покрывает тело и лицо. По данным на 2013 год, 99,3 % женщин и девочек страны уже терпели на себе сексуальное насилие. При опросе ~75 % мужчин признали, что практиковали уличные сексуальные домогательства. Также после революции резко увеличилось количество принудительных браков и торговля женщинами. На окраине Каира основная экономическая деятельность деревни снова стала строиться на торговле девушками через принудительный брак.

### Сирия
Сирия, по данным медиакомпании Thomson Reuters (2013), занимает 19-е место из 22 по правам женщин среди арабских стран. На мировом уровне — 133 из 136 стран по половому равенству.
По данным на 2012 год, среди судей 13 % составляли женщины. После начала сирийского конфликта их количество значительно снизилось.
По закону минимальный возраст для вступления девочки в брак составляет 17 лет, однако среди населения повсеместно практикуются детские браки, вплоть до 12 лет. До сирийского конфликта занятость среди женщин составляла 16 %, сейчас данные неизвестны. Многие женщины в Сирии используются как оружие в войне, их также массово похищают разные группировки. Ребёнок женщины, чей отец является иностранцем, может получить сирийское гражданство. 

До начала конфликта многие женщины, особенно в Дамаске, могли носить европейскую закрытую одежду со «спортивным» мусульманским платком.

### Саудовская Аравия
Саудовская Аравия, по данным медиакомпании Thomson Reuters (2013), занимает 20-е место из 22 по правам женщин среди арабских стран.
Женщины не имеют права голосовать на выборах и живут на правах несовершеннолетних. Их свобода ограничена наставничеством мужа или родственника, без разрешения которого женщине официально нельзя путешествовать, вступать в брак, получать медицинские услуги и получать образование. Только в 2019 женщинам стало разрешено водить автомобиль.
Общение с незнакомым мужчиной расценивается для женщины как прелюбодеяние и подлежит наказанию.
Женщине позволено носить только чёрную одежду «мешком» с толстой тканью, которая должна покрывать всё, кроме лица и рук, а также не подчёркивать формы тела; в некоторых регионах женщин принуждают закрывать всё лицо, кроме глаз. С 2012 года женщины получили право работать на специальных «женских работах».
Если женщина стала жертвой изнасилования, она может подать в суд только при наличии минимум четырёх мужчин-свидетелей. Зачастую женщина, наоборот, сама несёт наказание за прелюбодеяние.
В стране намечаются положительные тенденции к либерализации положений женщин, которые, однако, встречают активное сопротивление со стороны исламского духовенства. Поэтому изменения незначительны. В 2013 году произошёл ряд важных реформ в пользу женских прав: женщинам было разрешено кататься на велосипедах в парках и прочих зонах отдыха, в частных школах для девочек были санкционированы спортивные занятия, женщинам было разрешено работать адвокатами, в законе появилась статья, определяющая бытовое насилие со стороны мужчины в семье как уголовное преступление.

### Ирак
Ирак, по данным медиакомпании Thomson Reuters (2013), занимает 21-е место из 22 по правам женщин среди арабских стран. На международном уровне по половому равенству из 148 стран занимает 120-е место.
Среди политиков и губернаторов отсутствуют женщины. Занятость среди женщин составляет 14,5 %. Свыше 72,4 % женщин в сельской местности и 64,1 % в городе перед тем, как получить медицинскую помощь, должны получить разрешение от мужа-опекуна. Закон страны устанавливает, что мужчина, убивший подопечную во имя чести, получает меньший тюремный срок по сравнению с простым убийством. Начиная с 2003 года, после свержения Саддама Хусейна и ввода американских войск, в стране происходил регресс в области прав женщин. Насилие в семье увеличилось, и за последние 10 лет неграмотность среди женщин выросла на 10 %. Иракские женщины имеют высокий риск быть похищенными для торговли или изнасилованными. Физическое насилие над женщинами и их психическое подавление стало непосредственной частью современного иракского общества, при этом нет законов, которые могли бы защитить женщину в такой ситуации. Только в 2006 году в иракском городе Басра 133 женщины было убито за нарушение исламских предписаний, и 47 — убиты мужьями/родственниками во «имя чести».